# Case-clé
Cet article utilise la notation algébrique pour décrire des coups du jeu d'échecs.
La case-clé (en allemand, Schlüsselfeld, en anglais, key square) est un concept du jeu d'échecs qui trouve son application dans les finales de pions en particulier.

## Historique
L'étude des finales de pions est assez ancienne. De nombreux auteurs ont tenté d'en donner une théorie unifiée et le concept de cases-clés en fait partie. Selon l'expert Ilia Maizelis, les premières recherches dans le domaine remontent à F. Durand en 1860 et 1874. Elles seront ensuite considérablement approfondies par Dedrle en 1921 et 1925, enfin Nikolaï Grigoriev en généralise la présentation. Après 1945, les recherches sont poursuivies par André Chéron et les grands théoriciens modernes, au premier chef, Maizelis et le GMI soviétique Youri Averbakh. Au début du XXIe siècle, des auteurs comme Karsten Müller, Frank Lamprecht ou Mark Dvoretski font autorité en la matière.
Souvent de langues différentes, ces théoriciens n'ont pas pris grand soin à unifier la terminologie, et on retrouve parfois le même terme dans des acceptions totalement différentes selon les auteurs. À l'ère du tout informatique et des tables de finales, ces théories présentent cependant l'intérêt d'être compréhensibles et utilisables par un être humain.
Le concept de case-clé, base commune à plusieurs de ces théories, est fondamental pour la compréhension des finales de pions.

## Principe
On utilisera ici la convention traditionnelle des finales : le camp attaquant est blanc et le défenseur noir. L'occupation d'une case-clé par le Roi attaquant assure la promotion du pion quelle que soit la position du Roi adverse, même contre la meilleure défense, sous réserve que le Roi noir ne puisse s'emparer du pion sans coup férir.
Chaque pion possède son propre système de cases-clés, qui est modifié à chaque mouvement du pion.

## Cases efficaces
|   | a | b | c | d | e | f | g | h |   |
| 8 | cercle noir sur case noire c5 · cercle noir sur case blanche d5 · cercle noir sur case noire e5 · Pion blanc sur case blanche d3 | cercle noir sur case noire c5 · cercle noir sur case blanche d5 · cercle noir sur case noire e5 · Pion blanc sur case blanche d3 | cercle noir sur case noire c5 · cercle noir sur case blanche d5 · cercle noir sur case noire e5 · Pion blanc sur case blanche d3 | cercle noir sur case noire c5 · cercle noir sur case blanche d5 · cercle noir sur case noire e5 · Pion blanc sur case blanche d3 | cercle noir sur case noire c5 · cercle noir sur case blanche d5 · cercle noir sur case noire e5 · Pion blanc sur case blanche d3 | cercle noir sur case noire c5 · cercle noir sur case blanche d5 · cercle noir sur case noire e5 · Pion blanc sur case blanche d3 | cercle noir sur case noire c5 · cercle noir sur case blanche d5 · cercle noir sur case noire e5 · Pion blanc sur case blanche d3 | cercle noir sur case noire c5 · cercle noir sur case blanche d5 · cercle noir sur case noire e5 · Pion blanc sur case blanche d3 | 8 |
| 7 | cercle noir sur case noire c5 · cercle noir sur case blanche d5 · cercle noir sur case noire e5 · Pion blanc sur case blanche d3 | cercle noir sur case noire c5 · cercle noir sur case blanche d5 · cercle noir sur case noire e5 · Pion blanc sur case blanche d3 | cercle noir sur case noire c5 · cercle noir sur case blanche d5 · cercle noir sur case noire e5 · Pion blanc sur case blanche d3 | cercle noir sur case noire c5 · cercle noir sur case blanche d5 · cercle noir sur case noire e5 · Pion blanc sur case blanche d3 | cercle noir sur case noire c5 · cercle noir sur case blanche d5 · cercle noir sur case noire e5 · Pion blanc sur case blanche d3 | cercle noir sur case noire c5 · cercle noir sur case blanche d5 · cercle noir sur case noire e5 · Pion blanc sur case blanche d3 | cercle noir sur case noire c5 · cercle noir sur case blanche d5 · cercle noir sur case noire e5 · Pion blanc sur case blanche d3 | cercle noir sur case noire c5 · cercle noir sur case blanche d5 · cercle noir sur case noire e5 · Pion blanc sur case blanche d3 | 7 |
| 6 | cercle noir sur case noire c5 · cercle noir sur case blanche d5 · cercle noir sur case noire e5 · Pion blanc sur case blanche d3 | cercle noir sur case noire c5 · cercle noir sur case blanche d5 · cercle noir sur case noire e5 · Pion blanc sur case blanche d3 | cercle noir sur case noire c5 · cercle noir sur case blanche d5 · cercle noir sur case noire e5 · Pion blanc sur case blanche d3 | cercle noir sur case noire c5 · cercle noir sur case blanche d5 · cercle noir sur case noire e5 · Pion blanc sur case blanche d3 | cercle noir sur case noire c5 · cercle noir sur case blanche d5 · cercle noir sur case noire e5 · Pion blanc sur case blanche d3 | cercle noir sur case noire c5 · cercle noir sur case blanche d5 · cercle noir sur case noire e5 · Pion blanc sur case blanche d3 | cercle noir sur case noire c5 · cercle noir sur case blanche d5 · cercle noir sur case noire e5 · Pion blanc sur case blanche d3 | cercle noir sur case noire c5 · cercle noir sur case blanche d5 · cercle noir sur case noire e5 · Pion blanc sur case blanche d3 | 6 |
| 5 | cercle noir sur case noire c5 · cercle noir sur case blanche d5 · cercle noir sur case noire e5 · Pion blanc sur case blanche d3 | cercle noir sur case noire c5 · cercle noir sur case blanche d5 · cercle noir sur case noire e5 · Pion blanc sur case blanche d3 | cercle noir sur case noire c5 · cercle noir sur case blanche d5 · cercle noir sur case noire e5 · Pion blanc sur case blanche d3 | cercle noir sur case noire c5 · cercle noir sur case blanche d5 · cercle noir sur case noire e5 · Pion blanc sur case blanche d3 | cercle noir sur case noire c5 · cercle noir sur case blanche d5 · cercle noir sur case noire e5 · Pion blanc sur case blanche d3 | cercle noir sur case noire c5 · cercle noir sur case blanche d5 · cercle noir sur case noire e5 · Pion blanc sur case blanche d3 | cercle noir sur case noire c5 · cercle noir sur case blanche d5 · cercle noir sur case noire e5 · Pion blanc sur case blanche d3 | cercle noir sur case noire c5 · cercle noir sur case blanche d5 · cercle noir sur case noire e5 · Pion blanc sur case blanche d3 | 5 |
| 4 | cercle noir sur case noire c5 · cercle noir sur case blanche d5 · cercle noir sur case noire e5 · Pion blanc sur case blanche d3 | cercle noir sur case noire c5 · cercle noir sur case blanche d5 · cercle noir sur case noire e5 · Pion blanc sur case blanche d3 | cercle noir sur case noire c5 · cercle noir sur case blanche d5 · cercle noir sur case noire e5 · Pion blanc sur case blanche d3 | cercle noir sur case noire c5 · cercle noir sur case blanche d5 · cercle noir sur case noire e5 · Pion blanc sur case blanche d3 | cercle noir sur case noire c5 · cercle noir sur case blanche d5 · cercle noir sur case noire e5 · Pion blanc sur case blanche d3 | cercle noir sur case noire c5 · cercle noir sur case blanche d5 · cercle noir sur case noire e5 · Pion blanc sur case blanche d3 | cercle noir sur case noire c5 · cercle noir sur case blanche d5 · cercle noir sur case noire e5 · Pion blanc sur case blanche d3 | cercle noir sur case noire c5 · cercle noir sur case blanche d5 · cercle noir sur case noire e5 · Pion blanc sur case blanche d3 | 4 |
| 3 | cercle noir sur case noire c5 · cercle noir sur case blanche d5 · cercle noir sur case noire e5 · Pion blanc sur case blanche d3 | cercle noir sur case noire c5 · cercle noir sur case blanche d5 · cercle noir sur case noire e5 · Pion blanc sur case blanche d3 | cercle noir sur case noire c5 · cercle noir sur case blanche d5 · cercle noir sur case noire e5 · Pion blanc sur case blanche d3 | cercle noir sur case noire c5 · cercle noir sur case blanche d5 · cercle noir sur case noire e5 · Pion blanc sur case blanche d3 | cercle noir sur case noire c5 · cercle noir sur case blanche d5 · cercle noir sur case noire e5 · Pion blanc sur case blanche d3 | cercle noir sur case noire c5 · cercle noir sur case blanche d5 · cercle noir sur case noire e5 · Pion blanc sur case blanche d3 | cercle noir sur case noire c5 · cercle noir sur case blanche d5 · cercle noir sur case noire e5 · Pion blanc sur case blanche d3 | cercle noir sur case noire c5 · cercle noir sur case blanche d5 · cercle noir sur case noire e5 · Pion blanc sur case blanche d3 | 3 |
| 2 | cercle noir sur case noire c5 · cercle noir sur case blanche d5 · cercle noir sur case noire e5 · Pion blanc sur case blanche d3 | cercle noir sur case noire c5 · cercle noir sur case blanche d5 · cercle noir sur case noire e5 · Pion blanc sur case blanche d3 | cercle noir sur case noire c5 · cercle noir sur case blanche d5 · cercle noir sur case noire e5 · Pion blanc sur case blanche d3 | cercle noir sur case noire c5 · cercle noir sur case blanche d5 · cercle noir sur case noire e5 · Pion blanc sur case blanche d3 | cercle noir sur case noire c5 · cercle noir sur case blanche d5 · cercle noir sur case noire e5 · Pion blanc sur case blanche d3 | cercle noir sur case noire c5 · cercle noir sur case blanche d5 · cercle noir sur case noire e5 · Pion blanc sur case blanche d3 | cercle noir sur case noire c5 · cercle noir sur case blanche d5 · cercle noir sur case noire e5 · Pion blanc sur case blanche d3 | cercle noir sur case noire c5 · cercle noir sur case blanche d5 · cercle noir sur case noire e5 · Pion blanc sur case blanche d3 | 2 |
| 1 | cercle noir sur case noire c5 · cercle noir sur case blanche d5 · cercle noir sur case noire e5 · Pion blanc sur case blanche d3 | cercle noir sur case noire c5 · cercle noir sur case blanche d5 · cercle noir sur case noire e5 · Pion blanc sur case blanche d3 | cercle noir sur case noire c5 · cercle noir sur case blanche d5 · cercle noir sur case noire e5 · Pion blanc sur case blanche d3 | cercle noir sur case noire c5 · cercle noir sur case blanche d5 · cercle noir sur case noire e5 · Pion blanc sur case blanche d3 | cercle noir sur case noire c5 · cercle noir sur case blanche d5 · cercle noir sur case noire e5 · Pion blanc sur case blanche d3 | cercle noir sur case noire c5 · cercle noir sur case blanche d5 · cercle noir sur case noire e5 · Pion blanc sur case blanche d3 | cercle noir sur case noire c5 · cercle noir sur case blanche d5 · cercle noir sur case noire e5 · Pion blanc sur case blanche d3 | cercle noir sur case noire c5 · cercle noir sur case blanche d5 · cercle noir sur case noire e5 · Pion blanc sur case blanche d3 | 1 |
|   | a | b | c | d | e | f | g | h |   |

Dans Lehr- und Handbuch der Endspiele, André Chéron développe le concept un peu différent de « cases efficaces » (wirksame Felder, en allemand), qui englobe celui de « cases-clés ». Chéron distingue entre « cases efficaces absolues » (Felder der unbedingten Wirksamkeit) et « cases efficaces conditionnelles » (Felder der bedingten Wirksamkeit). Les cases efficaces absolues correspondent point pour point aux cases-clés, tandis que les cases efficaces conditionnelles exigent en plus que le Roi attaquant ait l'opposition. La règle des cases efficaces conditionnelles s'énonce ainsi : tout Pion, à l'exception du pion-tour, situé dans son camp gagne si son Roi se trouve sur une des trois cases immédiatement devant lui sans perdre l'opposition. Chéron note encore qu'une fois que le pion a franchi la ligne de démarcation (pion sur la 5e rangée et au-delà), il n'existe plus que des cases efficaces absolues.
Dans le diagramme, le pion sera promu si le Roi blanc occupe une des trois cases efficaces absolues (ou cases-clés) marquées d'un point noir.

## Cases critiques
Pour compliquer encore les choses, Maizelis appelle « cases critiques » ce que Youri Averbakh nomme « cases-clés ». Mais il l'ajoute aussitôt, « Il serait plus juste de les appeler positions "clés" puisque leur possession permet d'atteindre l'objectif poursuivi, c'est-à-dire la promotion du pion. »
Le concept de « case critique » existe également chez Averbakh, mais dans un sens plus précis et assez différent.

## Utilité
Dans certaines finales Roi et pion contre roi seul, le pion peut aller à dame sans assistance (règle du carré). Dans les autres cas, il a besoin de l'appui de son Roi pour être promu, ce que tente d'empêcher l'adversaire. Dans ce contexte, les notions de Zugzwang et d'opposition sont cruciales et l'évaluation de la position change complètement selon le trait.
L'intérêt des cases-clé est de permettre une détermination rapide de l'issue de la bataille pour la promotion, sans devoir se livrer au calcul complet des variantes. La connaissance des cases-clés d'un système indique la marche à suivre par les Rois pour assurer une issue conforme à l'évaluation théorique de la position. On peut donc considérer l'occupation d'une case-clé comme un but stratégique intermédiaire, avant la promotion : le but du Roi blanc est d'occuper une case-clé, celui du Roi noir de l'en empêcher. Le résultat de cette lutte scelle le destin de la partie.
Il faut aussi remarquer que les cases-clés apparaissent dans d'autres finales plus complexes que l'élémentaire Roi et pion contre roi seul.

## Exemples
Les exemples ci-dessous sont valables pour les finales Roi et pion contre roi seul. Ils s'appliquent pour les pions « intérieurs », le cas du pion-tour (a ou h) est donné à la fin de la liste.

### Pion sur la septième rangée
|   | a | b | c | d | e | f | g | h |   |
| 8 | croix noire sur case blanche c8 · croix noire sur case noire d8 · croix noire sur case blanche e8 · croix noire sur case noire c7 · Pion blanc sur case blanche d7 · croix noire sur case noire e7 | croix noire sur case blanche c8 · croix noire sur case noire d8 · croix noire sur case blanche e8 · croix noire sur case noire c7 · Pion blanc sur case blanche d7 · croix noire sur case noire e7 | croix noire sur case blanche c8 · croix noire sur case noire d8 · croix noire sur case blanche e8 · croix noire sur case noire c7 · Pion blanc sur case blanche d7 · croix noire sur case noire e7 | croix noire sur case blanche c8 · croix noire sur case noire d8 · croix noire sur case blanche e8 · croix noire sur case noire c7 · Pion blanc sur case blanche d7 · croix noire sur case noire e7 | croix noire sur case blanche c8 · croix noire sur case noire d8 · croix noire sur case blanche e8 · croix noire sur case noire c7 · Pion blanc sur case blanche d7 · croix noire sur case noire e7 | croix noire sur case blanche c8 · croix noire sur case noire d8 · croix noire sur case blanche e8 · croix noire sur case noire c7 · Pion blanc sur case blanche d7 · croix noire sur case noire e7 | croix noire sur case blanche c8 · croix noire sur case noire d8 · croix noire sur case blanche e8 · croix noire sur case noire c7 · Pion blanc sur case blanche d7 · croix noire sur case noire e7 | croix noire sur case blanche c8 · croix noire sur case noire d8 · croix noire sur case blanche e8 · croix noire sur case noire c7 · Pion blanc sur case blanche d7 · croix noire sur case noire e7 | 8 |
| 7 | croix noire sur case blanche c8 · croix noire sur case noire d8 · croix noire sur case blanche e8 · croix noire sur case noire c7 · Pion blanc sur case blanche d7 · croix noire sur case noire e7 | croix noire sur case blanche c8 · croix noire sur case noire d8 · croix noire sur case blanche e8 · croix noire sur case noire c7 · Pion blanc sur case blanche d7 · croix noire sur case noire e7 | croix noire sur case blanche c8 · croix noire sur case noire d8 · croix noire sur case blanche e8 · croix noire sur case noire c7 · Pion blanc sur case blanche d7 · croix noire sur case noire e7 | croix noire sur case blanche c8 · croix noire sur case noire d8 · croix noire sur case blanche e8 · croix noire sur case noire c7 · Pion blanc sur case blanche d7 · croix noire sur case noire e7 | croix noire sur case blanche c8 · croix noire sur case noire d8 · croix noire sur case blanche e8 · croix noire sur case noire c7 · Pion blanc sur case blanche d7 · croix noire sur case noire e7 | croix noire sur case blanche c8 · croix noire sur case noire d8 · croix noire sur case blanche e8 · croix noire sur case noire c7 · Pion blanc sur case blanche d7 · croix noire sur case noire e7 | croix noire sur case blanche c8 · croix noire sur case noire d8 · croix noire sur case blanche e8 · croix noire sur case noire c7 · Pion blanc sur case blanche d7 · croix noire sur case noire e7 | croix noire sur case blanche c8 · croix noire sur case noire d8 · croix noire sur case blanche e8 · croix noire sur case noire c7 · Pion blanc sur case blanche d7 · croix noire sur case noire e7 | 7 |
| 6 | croix noire sur case blanche c8 · croix noire sur case noire d8 · croix noire sur case blanche e8 · croix noire sur case noire c7 · Pion blanc sur case blanche d7 · croix noire sur case noire e7 | croix noire sur case blanche c8 · croix noire sur case noire d8 · croix noire sur case blanche e8 · croix noire sur case noire c7 · Pion blanc sur case blanche d7 · croix noire sur case noire e7 | croix noire sur case blanche c8 · croix noire sur case noire d8 · croix noire sur case blanche e8 · croix noire sur case noire c7 · Pion blanc sur case blanche d7 · croix noire sur case noire e7 | croix noire sur case blanche c8 · croix noire sur case noire d8 · croix noire sur case blanche e8 · croix noire sur case noire c7 · Pion blanc sur case blanche d7 · croix noire sur case noire e7 | croix noire sur case blanche c8 · croix noire sur case noire d8 · croix noire sur case blanche e8 · croix noire sur case noire c7 · Pion blanc sur case blanche d7 · croix noire sur case noire e7 | croix noire sur case blanche c8 · croix noire sur case noire d8 · croix noire sur case blanche e8 · croix noire sur case noire c7 · Pion blanc sur case blanche d7 · croix noire sur case noire e7 | croix noire sur case blanche c8 · croix noire sur case noire d8 · croix noire sur case blanche e8 · croix noire sur case noire c7 · Pion blanc sur case blanche d7 · croix noire sur case noire e7 | croix noire sur case blanche c8 · croix noire sur case noire d8 · croix noire sur case blanche e8 · croix noire sur case noire c7 · Pion blanc sur case blanche d7 · croix noire sur case noire e7 | 6 |
| 5 | croix noire sur case blanche c8 · croix noire sur case noire d8 · croix noire sur case blanche e8 · croix noire sur case noire c7 · Pion blanc sur case blanche d7 · croix noire sur case noire e7 | croix noire sur case blanche c8 · croix noire sur case noire d8 · croix noire sur case blanche e8 · croix noire sur case noire c7 · Pion blanc sur case blanche d7 · croix noire sur case noire e7 | croix noire sur case blanche c8 · croix noire sur case noire d8 · croix noire sur case blanche e8 · croix noire sur case noire c7 · Pion blanc sur case blanche d7 · croix noire sur case noire e7 | croix noire sur case blanche c8 · croix noire sur case noire d8 · croix noire sur case blanche e8 · croix noire sur case noire c7 · Pion blanc sur case blanche d7 · croix noire sur case noire e7 | croix noire sur case blanche c8 · croix noire sur case noire d8 · croix noire sur case blanche e8 · croix noire sur case noire c7 · Pion blanc sur case blanche d7 · croix noire sur case noire e7 | croix noire sur case blanche c8 · croix noire sur case noire d8 · croix noire sur case blanche e8 · croix noire sur case noire c7 · Pion blanc sur case blanche d7 · croix noire sur case noire e7 | croix noire sur case blanche c8 · croix noire sur case noire d8 · croix noire sur case blanche e8 · croix noire sur case noire c7 · Pion blanc sur case blanche d7 · croix noire sur case noire e7 | croix noire sur case blanche c8 · croix noire sur case noire d8 · croix noire sur case blanche e8 · croix noire sur case noire c7 · Pion blanc sur case blanche d7 · croix noire sur case noire e7 | 5 |
| 4 | croix noire sur case blanche c8 · croix noire sur case noire d8 · croix noire sur case blanche e8 · croix noire sur case noire c7 · Pion blanc sur case blanche d7 · croix noire sur case noire e7 | croix noire sur case blanche c8 · croix noire sur case noire d8 · croix noire sur case blanche e8 · croix noire sur case noire c7 · Pion blanc sur case blanche d7 · croix noire sur case noire e7 | croix noire sur case blanche c8 · croix noire sur case noire d8 · croix noire sur case blanche e8 · croix noire sur case noire c7 · Pion blanc sur case blanche d7 · croix noire sur case noire e7 | croix noire sur case blanche c8 · croix noire sur case noire d8 · croix noire sur case blanche e8 · croix noire sur case noire c7 · Pion blanc sur case blanche d7 · croix noire sur case noire e7 | croix noire sur case blanche c8 · croix noire sur case noire d8 · croix noire sur case blanche e8 · croix noire sur case noire c7 · Pion blanc sur case blanche d7 · croix noire sur case noire e7 | croix noire sur case blanche c8 · croix noire sur case noire d8 · croix noire sur case blanche e8 · croix noire sur case noire c7 · Pion blanc sur case blanche d7 · croix noire sur case noire e7 | croix noire sur case blanche c8 · croix noire sur case noire d8 · croix noire sur case blanche e8 · croix noire sur case noire c7 · Pion blanc sur case blanche d7 · croix noire sur case noire e7 | croix noire sur case blanche c8 · croix noire sur case noire d8 · croix noire sur case blanche e8 · croix noire sur case noire c7 · Pion blanc sur case blanche d7 · croix noire sur case noire e7 | 4 |
| 3 | croix noire sur case blanche c8 · croix noire sur case noire d8 · croix noire sur case blanche e8 · croix noire sur case noire c7 · Pion blanc sur case blanche d7 · croix noire sur case noire e7 | croix noire sur case blanche c8 · croix noire sur case noire d8 · croix noire sur case blanche e8 · croix noire sur case noire c7 · Pion blanc sur case blanche d7 · croix noire sur case noire e7 | croix noire sur case blanche c8 · croix noire sur case noire d8 · croix noire sur case blanche e8 · croix noire sur case noire c7 · Pion blanc sur case blanche d7 · croix noire sur case noire e7 | croix noire sur case blanche c8 · croix noire sur case noire d8 · croix noire sur case blanche e8 · croix noire sur case noire c7 · Pion blanc sur case blanche d7 · croix noire sur case noire e7 | croix noire sur case blanche c8 · croix noire sur case noire d8 · croix noire sur case blanche e8 · croix noire sur case noire c7 · Pion blanc sur case blanche d7 · croix noire sur case noire e7 | croix noire sur case blanche c8 · croix noire sur case noire d8 · croix noire sur case blanche e8 · croix noire sur case noire c7 · Pion blanc sur case blanche d7 · croix noire sur case noire e7 | croix noire sur case blanche c8 · croix noire sur case noire d8 · croix noire sur case blanche e8 · croix noire sur case noire c7 · Pion blanc sur case blanche d7 · croix noire sur case noire e7 | croix noire sur case blanche c8 · croix noire sur case noire d8 · croix noire sur case blanche e8 · croix noire sur case noire c7 · Pion blanc sur case blanche d7 · croix noire sur case noire e7 | 3 |
| 2 | croix noire sur case blanche c8 · croix noire sur case noire d8 · croix noire sur case blanche e8 · croix noire sur case noire c7 · Pion blanc sur case blanche d7 · croix noire sur case noire e7 | croix noire sur case blanche c8 · croix noire sur case noire d8 · croix noire sur case blanche e8 · croix noire sur case noire c7 · Pion blanc sur case blanche d7 · croix noire sur case noire e7 | croix noire sur case blanche c8 · croix noire sur case noire d8 · croix noire sur case blanche e8 · croix noire sur case noire c7 · Pion blanc sur case blanche d7 · croix noire sur case noire e7 | croix noire sur case blanche c8 · croix noire sur case noire d8 · croix noire sur case blanche e8 · croix noire sur case noire c7 · Pion blanc sur case blanche d7 · croix noire sur case noire e7 | croix noire sur case blanche c8 · croix noire sur case noire d8 · croix noire sur case blanche e8 · croix noire sur case noire c7 · Pion blanc sur case blanche d7 · croix noire sur case noire e7 | croix noire sur case blanche c8 · croix noire sur case noire d8 · croix noire sur case blanche e8 · croix noire sur case noire c7 · Pion blanc sur case blanche d7 · croix noire sur case noire e7 | croix noire sur case blanche c8 · croix noire sur case noire d8 · croix noire sur case blanche e8 · croix noire sur case noire c7 · Pion blanc sur case blanche d7 · croix noire sur case noire e7 | croix noire sur case blanche c8 · croix noire sur case noire d8 · croix noire sur case blanche e8 · croix noire sur case noire c7 · Pion blanc sur case blanche d7 · croix noire sur case noire e7 | 2 |
| 1 | croix noire sur case blanche c8 · croix noire sur case noire d8 · croix noire sur case blanche e8 · croix noire sur case noire c7 · Pion blanc sur case blanche d7 · croix noire sur case noire e7 | croix noire sur case blanche c8 · croix noire sur case noire d8 · croix noire sur case blanche e8 · croix noire sur case noire c7 · Pion blanc sur case blanche d7 · croix noire sur case noire e7 | croix noire sur case blanche c8 · croix noire sur case noire d8 · croix noire sur case blanche e8 · croix noire sur case noire c7 · Pion blanc sur case blanche d7 · croix noire sur case noire e7 | croix noire sur case blanche c8 · croix noire sur case noire d8 · croix noire sur case blanche e8 · croix noire sur case noire c7 · Pion blanc sur case blanche d7 · croix noire sur case noire e7 | croix noire sur case blanche c8 · croix noire sur case noire d8 · croix noire sur case blanche e8 · croix noire sur case noire c7 · Pion blanc sur case blanche d7 · croix noire sur case noire e7 | croix noire sur case blanche c8 · croix noire sur case noire d8 · croix noire sur case blanche e8 · croix noire sur case noire c7 · Pion blanc sur case blanche d7 · croix noire sur case noire e7 | croix noire sur case blanche c8 · croix noire sur case noire d8 · croix noire sur case blanche e8 · croix noire sur case noire c7 · Pion blanc sur case blanche d7 · croix noire sur case noire e7 | croix noire sur case blanche c8 · croix noire sur case noire d8 · croix noire sur case blanche e8 · croix noire sur case noire c7 · Pion blanc sur case blanche d7 · croix noire sur case noire e7 | 1 |
|   | a | b | c | d | e | f | g | h |   |

Si le Roi blanc occupe une des cases marquées d'une croix, le pion blanc sera promu à coup sûr, peu importe qui a le trait.

### Pion sur la sixième rangée
|   | a | b | c | d | e | f | g | h |   |
| 8 | croix noire sur case blanche c8 · croix noire sur case noire d8 · croix noire sur case blanche e8 · croix noire sur case noire c7 · croix noire sur case blanche d7 · croix noire sur case noire e7 · Pion blanc sur case noire d6 | croix noire sur case blanche c8 · croix noire sur case noire d8 · croix noire sur case blanche e8 · croix noire sur case noire c7 · croix noire sur case blanche d7 · croix noire sur case noire e7 · Pion blanc sur case noire d6 | croix noire sur case blanche c8 · croix noire sur case noire d8 · croix noire sur case blanche e8 · croix noire sur case noire c7 · croix noire sur case blanche d7 · croix noire sur case noire e7 · Pion blanc sur case noire d6 | croix noire sur case blanche c8 · croix noire sur case noire d8 · croix noire sur case blanche e8 · croix noire sur case noire c7 · croix noire sur case blanche d7 · croix noire sur case noire e7 · Pion blanc sur case noire d6 | croix noire sur case blanche c8 · croix noire sur case noire d8 · croix noire sur case blanche e8 · croix noire sur case noire c7 · croix noire sur case blanche d7 · croix noire sur case noire e7 · Pion blanc sur case noire d6 | croix noire sur case blanche c8 · croix noire sur case noire d8 · croix noire sur case blanche e8 · croix noire sur case noire c7 · croix noire sur case blanche d7 · croix noire sur case noire e7 · Pion blanc sur case noire d6 | croix noire sur case blanche c8 · croix noire sur case noire d8 · croix noire sur case blanche e8 · croix noire sur case noire c7 · croix noire sur case blanche d7 · croix noire sur case noire e7 · Pion blanc sur case noire d6 | croix noire sur case blanche c8 · croix noire sur case noire d8 · croix noire sur case blanche e8 · croix noire sur case noire c7 · croix noire sur case blanche d7 · croix noire sur case noire e7 · Pion blanc sur case noire d6 | 8 |
| 7 | croix noire sur case blanche c8 · croix noire sur case noire d8 · croix noire sur case blanche e8 · croix noire sur case noire c7 · croix noire sur case blanche d7 · croix noire sur case noire e7 · Pion blanc sur case noire d6 | croix noire sur case blanche c8 · croix noire sur case noire d8 · croix noire sur case blanche e8 · croix noire sur case noire c7 · croix noire sur case blanche d7 · croix noire sur case noire e7 · Pion blanc sur case noire d6 | croix noire sur case blanche c8 · croix noire sur case noire d8 · croix noire sur case blanche e8 · croix noire sur case noire c7 · croix noire sur case blanche d7 · croix noire sur case noire e7 · Pion blanc sur case noire d6 | croix noire sur case blanche c8 · croix noire sur case noire d8 · croix noire sur case blanche e8 · croix noire sur case noire c7 · croix noire sur case blanche d7 · croix noire sur case noire e7 · Pion blanc sur case noire d6 | croix noire sur case blanche c8 · croix noire sur case noire d8 · croix noire sur case blanche e8 · croix noire sur case noire c7 · croix noire sur case blanche d7 · croix noire sur case noire e7 · Pion blanc sur case noire d6 | croix noire sur case blanche c8 · croix noire sur case noire d8 · croix noire sur case blanche e8 · croix noire sur case noire c7 · croix noire sur case blanche d7 · croix noire sur case noire e7 · Pion blanc sur case noire d6 | croix noire sur case blanche c8 · croix noire sur case noire d8 · croix noire sur case blanche e8 · croix noire sur case noire c7 · croix noire sur case blanche d7 · croix noire sur case noire e7 · Pion blanc sur case noire d6 | croix noire sur case blanche c8 · croix noire sur case noire d8 · croix noire sur case blanche e8 · croix noire sur case noire c7 · croix noire sur case blanche d7 · croix noire sur case noire e7 · Pion blanc sur case noire d6 | 7 |
| 6 | croix noire sur case blanche c8 · croix noire sur case noire d8 · croix noire sur case blanche e8 · croix noire sur case noire c7 · croix noire sur case blanche d7 · croix noire sur case noire e7 · Pion blanc sur case noire d6 | croix noire sur case blanche c8 · croix noire sur case noire d8 · croix noire sur case blanche e8 · croix noire sur case noire c7 · croix noire sur case blanche d7 · croix noire sur case noire e7 · Pion blanc sur case noire d6 | croix noire sur case blanche c8 · croix noire sur case noire d8 · croix noire sur case blanche e8 · croix noire sur case noire c7 · croix noire sur case blanche d7 · croix noire sur case noire e7 · Pion blanc sur case noire d6 | croix noire sur case blanche c8 · croix noire sur case noire d8 · croix noire sur case blanche e8 · croix noire sur case noire c7 · croix noire sur case blanche d7 · croix noire sur case noire e7 · Pion blanc sur case noire d6 | croix noire sur case blanche c8 · croix noire sur case noire d8 · croix noire sur case blanche e8 · croix noire sur case noire c7 · croix noire sur case blanche d7 · croix noire sur case noire e7 · Pion blanc sur case noire d6 | croix noire sur case blanche c8 · croix noire sur case noire d8 · croix noire sur case blanche e8 · croix noire sur case noire c7 · croix noire sur case blanche d7 · croix noire sur case noire e7 · Pion blanc sur case noire d6 | croix noire sur case blanche c8 · croix noire sur case noire d8 · croix noire sur case blanche e8 · croix noire sur case noire c7 · croix noire sur case blanche d7 · croix noire sur case noire e7 · Pion blanc sur case noire d6 | croix noire sur case blanche c8 · croix noire sur case noire d8 · croix noire sur case blanche e8 · croix noire sur case noire c7 · croix noire sur case blanche d7 · croix noire sur case noire e7 · Pion blanc sur case noire d6 | 6 |
| 5 | croix noire sur case blanche c8 · croix noire sur case noire d8 · croix noire sur case blanche e8 · croix noire sur case noire c7 · croix noire sur case blanche d7 · croix noire sur case noire e7 · Pion blanc sur case noire d6 | croix noire sur case blanche c8 · croix noire sur case noire d8 · croix noire sur case blanche e8 · croix noire sur case noire c7 · croix noire sur case blanche d7 · croix noire sur case noire e7 · Pion blanc sur case noire d6 | croix noire sur case blanche c8 · croix noire sur case noire d8 · croix noire sur case blanche e8 · croix noire sur case noire c7 · croix noire sur case blanche d7 · croix noire sur case noire e7 · Pion blanc sur case noire d6 | croix noire sur case blanche c8 · croix noire sur case noire d8 · croix noire sur case blanche e8 · croix noire sur case noire c7 · croix noire sur case blanche d7 · croix noire sur case noire e7 · Pion blanc sur case noire d6 | croix noire sur case blanche c8 · croix noire sur case noire d8 · croix noire sur case blanche e8 · croix noire sur case noire c7 · croix noire sur case blanche d7 · croix noire sur case noire e7 · Pion blanc sur case noire d6 | croix noire sur case blanche c8 · croix noire sur case noire d8 · croix noire sur case blanche e8 · croix noire sur case noire c7 · croix noire sur case blanche d7 · croix noire sur case noire e7 · Pion blanc sur case noire d6 | croix noire sur case blanche c8 · croix noire sur case noire d8 · croix noire sur case blanche e8 · croix noire sur case noire c7 · croix noire sur case blanche d7 · croix noire sur case noire e7 · Pion blanc sur case noire d6 | croix noire sur case blanche c8 · croix noire sur case noire d8 · croix noire sur case blanche e8 · croix noire sur case noire c7 · croix noire sur case blanche d7 · croix noire sur case noire e7 · Pion blanc sur case noire d6 | 5 |
| 4 | croix noire sur case blanche c8 · croix noire sur case noire d8 · croix noire sur case blanche e8 · croix noire sur case noire c7 · croix noire sur case blanche d7 · croix noire sur case noire e7 · Pion blanc sur case noire d6 | croix noire sur case blanche c8 · croix noire sur case noire d8 · croix noire sur case blanche e8 · croix noire sur case noire c7 · croix noire sur case blanche d7 · croix noire sur case noire e7 · Pion blanc sur case noire d6 | croix noire sur case blanche c8 · croix noire sur case noire d8 · croix noire sur case blanche e8 · croix noire sur case noire c7 · croix noire sur case blanche d7 · croix noire sur case noire e7 · Pion blanc sur case noire d6 | croix noire sur case blanche c8 · croix noire sur case noire d8 · croix noire sur case blanche e8 · croix noire sur case noire c7 · croix noire sur case blanche d7 · croix noire sur case noire e7 · Pion blanc sur case noire d6 | croix noire sur case blanche c8 · croix noire sur case noire d8 · croix noire sur case blanche e8 · croix noire sur case noire c7 · croix noire sur case blanche d7 · croix noire sur case noire e7 · Pion blanc sur case noire d6 | croix noire sur case blanche c8 · croix noire sur case noire d8 · croix noire sur case blanche e8 · croix noire sur case noire c7 · croix noire sur case blanche d7 · croix noire sur case noire e7 · Pion blanc sur case noire d6 | croix noire sur case blanche c8 · croix noire sur case noire d8 · croix noire sur case blanche e8 · croix noire sur case noire c7 · croix noire sur case blanche d7 · croix noire sur case noire e7 · Pion blanc sur case noire d6 | croix noire sur case blanche c8 · croix noire sur case noire d8 · croix noire sur case blanche e8 · croix noire sur case noire c7 · croix noire sur case blanche d7 · croix noire sur case noire e7 · Pion blanc sur case noire d6 | 4 |
| 3 | croix noire sur case blanche c8 · croix noire sur case noire d8 · croix noire sur case blanche e8 · croix noire sur case noire c7 · croix noire sur case blanche d7 · croix noire sur case noire e7 · Pion blanc sur case noire d6 | croix noire sur case blanche c8 · croix noire sur case noire d8 · croix noire sur case blanche e8 · croix noire sur case noire c7 · croix noire sur case blanche d7 · croix noire sur case noire e7 · Pion blanc sur case noire d6 | croix noire sur case blanche c8 · croix noire sur case noire d8 · croix noire sur case blanche e8 · croix noire sur case noire c7 · croix noire sur case blanche d7 · croix noire sur case noire e7 · Pion blanc sur case noire d6 | croix noire sur case blanche c8 · croix noire sur case noire d8 · croix noire sur case blanche e8 · croix noire sur case noire c7 · croix noire sur case blanche d7 · croix noire sur case noire e7 · Pion blanc sur case noire d6 | croix noire sur case blanche c8 · croix noire sur case noire d8 · croix noire sur case blanche e8 · croix noire sur case noire c7 · croix noire sur case blanche d7 · croix noire sur case noire e7 · Pion blanc sur case noire d6 | croix noire sur case blanche c8 · croix noire sur case noire d8 · croix noire sur case blanche e8 · croix noire sur case noire c7 · croix noire sur case blanche d7 · croix noire sur case noire e7 · Pion blanc sur case noire d6 | croix noire sur case blanche c8 · croix noire sur case noire d8 · croix noire sur case blanche e8 · croix noire sur case noire c7 · croix noire sur case blanche d7 · croix noire sur case noire e7 · Pion blanc sur case noire d6 | croix noire sur case blanche c8 · croix noire sur case noire d8 · croix noire sur case blanche e8 · croix noire sur case noire c7 · croix noire sur case blanche d7 · croix noire sur case noire e7 · Pion blanc sur case noire d6 | 3 |
| 2 | croix noire sur case blanche c8 · croix noire sur case noire d8 · croix noire sur case blanche e8 · croix noire sur case noire c7 · croix noire sur case blanche d7 · croix noire sur case noire e7 · Pion blanc sur case noire d6 | croix noire sur case blanche c8 · croix noire sur case noire d8 · croix noire sur case blanche e8 · croix noire sur case noire c7 · croix noire sur case blanche d7 · croix noire sur case noire e7 · Pion blanc sur case noire d6 | croix noire sur case blanche c8 · croix noire sur case noire d8 · croix noire sur case blanche e8 · croix noire sur case noire c7 · croix noire sur case blanche d7 · croix noire sur case noire e7 · Pion blanc sur case noire d6 | croix noire sur case blanche c8 · croix noire sur case noire d8 · croix noire sur case blanche e8 · croix noire sur case noire c7 · croix noire sur case blanche d7 · croix noire sur case noire e7 · Pion blanc sur case noire d6 | croix noire sur case blanche c8 · croix noire sur case noire d8 · croix noire sur case blanche e8 · croix noire sur case noire c7 · croix noire sur case blanche d7 · croix noire sur case noire e7 · Pion blanc sur case noire d6 | croix noire sur case blanche c8 · croix noire sur case noire d8 · croix noire sur case blanche e8 · croix noire sur case noire c7 · croix noire sur case blanche d7 · croix noire sur case noire e7 · Pion blanc sur case noire d6 | croix noire sur case blanche c8 · croix noire sur case noire d8 · croix noire sur case blanche e8 · croix noire sur case noire c7 · croix noire sur case blanche d7 · croix noire sur case noire e7 · Pion blanc sur case noire d6 | croix noire sur case blanche c8 · croix noire sur case noire d8 · croix noire sur case blanche e8 · croix noire sur case noire c7 · croix noire sur case blanche d7 · croix noire sur case noire e7 · Pion blanc sur case noire d6 | 2 |
| 1 | croix noire sur case blanche c8 · croix noire sur case noire d8 · croix noire sur case blanche e8 · croix noire sur case noire c7 · croix noire sur case blanche d7 · croix noire sur case noire e7 · Pion blanc sur case noire d6 | croix noire sur case blanche c8 · croix noire sur case noire d8 · croix noire sur case blanche e8 · croix noire sur case noire c7 · croix noire sur case blanche d7 · croix noire sur case noire e7 · Pion blanc sur case noire d6 | croix noire sur case blanche c8 · croix noire sur case noire d8 · croix noire sur case blanche e8 · croix noire sur case noire c7 · croix noire sur case blanche d7 · croix noire sur case noire e7 · Pion blanc sur case noire d6 | croix noire sur case blanche c8 · croix noire sur case noire d8 · croix noire sur case blanche e8 · croix noire sur case noire c7 · croix noire sur case blanche d7 · croix noire sur case noire e7 · Pion blanc sur case noire d6 | croix noire sur case blanche c8 · croix noire sur case noire d8 · croix noire sur case blanche e8 · croix noire sur case noire c7 · croix noire sur case blanche d7 · croix noire sur case noire e7 · Pion blanc sur case noire d6 | croix noire sur case blanche c8 · croix noire sur case noire d8 · croix noire sur case blanche e8 · croix noire sur case noire c7 · croix noire sur case blanche d7 · croix noire sur case noire e7 · Pion blanc sur case noire d6 | croix noire sur case blanche c8 · croix noire sur case noire d8 · croix noire sur case blanche e8 · croix noire sur case noire c7 · croix noire sur case blanche d7 · croix noire sur case noire e7 · Pion blanc sur case noire d6 | croix noire sur case blanche c8 · croix noire sur case noire d8 · croix noire sur case blanche e8 · croix noire sur case noire c7 · croix noire sur case blanche d7 · croix noire sur case noire e7 · Pion blanc sur case noire d6 | 1 |
|   | a | b | c | d | e | f | g | h |   |

Si le Roi blanc occupe une des cases marquées d'une croix, le pion blanc sera promu à coup sûr, peu importe qui a le trait.

#### Exception
|   | a | b | c | d | e | f | g | h |   |
| 8 | Roi noir sur case blanche a8 · cercle noir sur case blanche c8 · cercle noir sur case noire c7 · Pion blanc sur case noire b6 | Roi noir sur case blanche a8 · cercle noir sur case blanche c8 · cercle noir sur case noire c7 · Pion blanc sur case noire b6 | Roi noir sur case blanche a8 · cercle noir sur case blanche c8 · cercle noir sur case noire c7 · Pion blanc sur case noire b6 | Roi noir sur case blanche a8 · cercle noir sur case blanche c8 · cercle noir sur case noire c7 · Pion blanc sur case noire b6 | Roi noir sur case blanche a8 · cercle noir sur case blanche c8 · cercle noir sur case noire c7 · Pion blanc sur case noire b6 | Roi noir sur case blanche a8 · cercle noir sur case blanche c8 · cercle noir sur case noire c7 · Pion blanc sur case noire b6 | Roi noir sur case blanche a8 · cercle noir sur case blanche c8 · cercle noir sur case noire c7 · Pion blanc sur case noire b6 | Roi noir sur case blanche a8 · cercle noir sur case blanche c8 · cercle noir sur case noire c7 · Pion blanc sur case noire b6 | 8 |
| 7 | Roi noir sur case blanche a8 · cercle noir sur case blanche c8 · cercle noir sur case noire c7 · Pion blanc sur case noire b6 | Roi noir sur case blanche a8 · cercle noir sur case blanche c8 · cercle noir sur case noire c7 · Pion blanc sur case noire b6 | Roi noir sur case blanche a8 · cercle noir sur case blanche c8 · cercle noir sur case noire c7 · Pion blanc sur case noire b6 | Roi noir sur case blanche a8 · cercle noir sur case blanche c8 · cercle noir sur case noire c7 · Pion blanc sur case noire b6 | Roi noir sur case blanche a8 · cercle noir sur case blanche c8 · cercle noir sur case noire c7 · Pion blanc sur case noire b6 | Roi noir sur case blanche a8 · cercle noir sur case blanche c8 · cercle noir sur case noire c7 · Pion blanc sur case noire b6 | Roi noir sur case blanche a8 · cercle noir sur case blanche c8 · cercle noir sur case noire c7 · Pion blanc sur case noire b6 | Roi noir sur case blanche a8 · cercle noir sur case blanche c8 · cercle noir sur case noire c7 · Pion blanc sur case noire b6 | 7 |
| 6 | Roi noir sur case blanche a8 · cercle noir sur case blanche c8 · cercle noir sur case noire c7 · Pion blanc sur case noire b6 | Roi noir sur case blanche a8 · cercle noir sur case blanche c8 · cercle noir sur case noire c7 · Pion blanc sur case noire b6 | Roi noir sur case blanche a8 · cercle noir sur case blanche c8 · cercle noir sur case noire c7 · Pion blanc sur case noire b6 | Roi noir sur case blanche a8 · cercle noir sur case blanche c8 · cercle noir sur case noire c7 · Pion blanc sur case noire b6 | Roi noir sur case blanche a8 · cercle noir sur case blanche c8 · cercle noir sur case noire c7 · Pion blanc sur case noire b6 | Roi noir sur case blanche a8 · cercle noir sur case blanche c8 · cercle noir sur case noire c7 · Pion blanc sur case noire b6 | Roi noir sur case blanche a8 · cercle noir sur case blanche c8 · cercle noir sur case noire c7 · Pion blanc sur case noire b6 | Roi noir sur case blanche a8 · cercle noir sur case blanche c8 · cercle noir sur case noire c7 · Pion blanc sur case noire b6 | 6 |
| 5 | Roi noir sur case blanche a8 · cercle noir sur case blanche c8 · cercle noir sur case noire c7 · Pion blanc sur case noire b6 | Roi noir sur case blanche a8 · cercle noir sur case blanche c8 · cercle noir sur case noire c7 · Pion blanc sur case noire b6 | Roi noir sur case blanche a8 · cercle noir sur case blanche c8 · cercle noir sur case noire c7 · Pion blanc sur case noire b6 | Roi noir sur case blanche a8 · cercle noir sur case blanche c8 · cercle noir sur case noire c7 · Pion blanc sur case noire b6 | Roi noir sur case blanche a8 · cercle noir sur case blanche c8 · cercle noir sur case noire c7 · Pion blanc sur case noire b6 | Roi noir sur case blanche a8 · cercle noir sur case blanche c8 · cercle noir sur case noire c7 · Pion blanc sur case noire b6 | Roi noir sur case blanche a8 · cercle noir sur case blanche c8 · cercle noir sur case noire c7 · Pion blanc sur case noire b6 | Roi noir sur case blanche a8 · cercle noir sur case blanche c8 · cercle noir sur case noire c7 · Pion blanc sur case noire b6 | 5 |
| 4 | Roi noir sur case blanche a8 · cercle noir sur case blanche c8 · cercle noir sur case noire c7 · Pion blanc sur case noire b6 | Roi noir sur case blanche a8 · cercle noir sur case blanche c8 · cercle noir sur case noire c7 · Pion blanc sur case noire b6 | Roi noir sur case blanche a8 · cercle noir sur case blanche c8 · cercle noir sur case noire c7 · Pion blanc sur case noire b6 | Roi noir sur case blanche a8 · cercle noir sur case blanche c8 · cercle noir sur case noire c7 · Pion blanc sur case noire b6 | Roi noir sur case blanche a8 · cercle noir sur case blanche c8 · cercle noir sur case noire c7 · Pion blanc sur case noire b6 | Roi noir sur case blanche a8 · cercle noir sur case blanche c8 · cercle noir sur case noire c7 · Pion blanc sur case noire b6 | Roi noir sur case blanche a8 · cercle noir sur case blanche c8 · cercle noir sur case noire c7 · Pion blanc sur case noire b6 | Roi noir sur case blanche a8 · cercle noir sur case blanche c8 · cercle noir sur case noire c7 · Pion blanc sur case noire b6 | 4 |
| 3 | Roi noir sur case blanche a8 · cercle noir sur case blanche c8 · cercle noir sur case noire c7 · Pion blanc sur case noire b6 | Roi noir sur case blanche a8 · cercle noir sur case blanche c8 · cercle noir sur case noire c7 · Pion blanc sur case noire b6 | Roi noir sur case blanche a8 · cercle noir sur case blanche c8 · cercle noir sur case noire c7 · Pion blanc sur case noire b6 | Roi noir sur case blanche a8 · cercle noir sur case blanche c8 · cercle noir sur case noire c7 · Pion blanc sur case noire b6 | Roi noir sur case blanche a8 · cercle noir sur case blanche c8 · cercle noir sur case noire c7 · Pion blanc sur case noire b6 | Roi noir sur case blanche a8 · cercle noir sur case blanche c8 · cercle noir sur case noire c7 · Pion blanc sur case noire b6 | Roi noir sur case blanche a8 · cercle noir sur case blanche c8 · cercle noir sur case noire c7 · Pion blanc sur case noire b6 | Roi noir sur case blanche a8 · cercle noir sur case blanche c8 · cercle noir sur case noire c7 · Pion blanc sur case noire b6 | 3 |
| 2 | Roi noir sur case blanche a8 · cercle noir sur case blanche c8 · cercle noir sur case noire c7 · Pion blanc sur case noire b6 | Roi noir sur case blanche a8 · cercle noir sur case blanche c8 · cercle noir sur case noire c7 · Pion blanc sur case noire b6 | Roi noir sur case blanche a8 · cercle noir sur case blanche c8 · cercle noir sur case noire c7 · Pion blanc sur case noire b6 | Roi noir sur case blanche a8 · cercle noir sur case blanche c8 · cercle noir sur case noire c7 · Pion blanc sur case noire b6 | Roi noir sur case blanche a8 · cercle noir sur case blanche c8 · cercle noir sur case noire c7 · Pion blanc sur case noire b6 | Roi noir sur case blanche a8 · cercle noir sur case blanche c8 · cercle noir sur case noire c7 · Pion blanc sur case noire b6 | Roi noir sur case blanche a8 · cercle noir sur case blanche c8 · cercle noir sur case noire c7 · Pion blanc sur case noire b6 | Roi noir sur case blanche a8 · cercle noir sur case blanche c8 · cercle noir sur case noire c7 · Pion blanc sur case noire b6 | 2 |
| 1 | Roi noir sur case blanche a8 · cercle noir sur case blanche c8 · cercle noir sur case noire c7 · Pion blanc sur case noire b6 | Roi noir sur case blanche a8 · cercle noir sur case blanche c8 · cercle noir sur case noire c7 · Pion blanc sur case noire b6 | Roi noir sur case blanche a8 · cercle noir sur case blanche c8 · cercle noir sur case noire c7 · Pion blanc sur case noire b6 | Roi noir sur case blanche a8 · cercle noir sur case blanche c8 · cercle noir sur case noire c7 · Pion blanc sur case noire b6 | Roi noir sur case blanche a8 · cercle noir sur case blanche c8 · cercle noir sur case noire c7 · Pion blanc sur case noire b6 | Roi noir sur case blanche a8 · cercle noir sur case blanche c8 · cercle noir sur case noire c7 · Pion blanc sur case noire b6 | Roi noir sur case blanche a8 · cercle noir sur case blanche c8 · cercle noir sur case noire c7 · Pion blanc sur case noire b6 | Roi noir sur case blanche a8 · cercle noir sur case blanche c8 · cercle noir sur case noire c7 · Pion blanc sur case noire b6 | 1 |
|   | a | b | c | d | e | f | g | h |   |

Le pion cavalier présente une exception importante.
Dans la situation du diagramme, si le Roi blanc occupe une des cases marquées d'un point noir et que les Noirs ont le trait, le résultat est pat. Dans la même position, les Blancs au trait gagnent par 1.b7+ Ra7 2.b8=D+ +-.

### Pion sur la cinquième rangée
|   | a | b | c | d | e | f | g | h |   |
| 8 | croix noire sur case noire c7 · croix noire sur case blanche d7 · croix noire sur case noire e7 · croix noire sur case blanche c6 · croix noire sur case noire d6 · croix noire sur case blanche e6 · Pion blanc sur case blanche d5 | croix noire sur case noire c7 · croix noire sur case blanche d7 · croix noire sur case noire e7 · croix noire sur case blanche c6 · croix noire sur case noire d6 · croix noire sur case blanche e6 · Pion blanc sur case blanche d5 | croix noire sur case noire c7 · croix noire sur case blanche d7 · croix noire sur case noire e7 · croix noire sur case blanche c6 · croix noire sur case noire d6 · croix noire sur case blanche e6 · Pion blanc sur case blanche d5 | croix noire sur case noire c7 · croix noire sur case blanche d7 · croix noire sur case noire e7 · croix noire sur case blanche c6 · croix noire sur case noire d6 · croix noire sur case blanche e6 · Pion blanc sur case blanche d5 | croix noire sur case noire c7 · croix noire sur case blanche d7 · croix noire sur case noire e7 · croix noire sur case blanche c6 · croix noire sur case noire d6 · croix noire sur case blanche e6 · Pion blanc sur case blanche d5 | croix noire sur case noire c7 · croix noire sur case blanche d7 · croix noire sur case noire e7 · croix noire sur case blanche c6 · croix noire sur case noire d6 · croix noire sur case blanche e6 · Pion blanc sur case blanche d5 | croix noire sur case noire c7 · croix noire sur case blanche d7 · croix noire sur case noire e7 · croix noire sur case blanche c6 · croix noire sur case noire d6 · croix noire sur case blanche e6 · Pion blanc sur case blanche d5 | croix noire sur case noire c7 · croix noire sur case blanche d7 · croix noire sur case noire e7 · croix noire sur case blanche c6 · croix noire sur case noire d6 · croix noire sur case blanche e6 · Pion blanc sur case blanche d5 | 8 |
| 7 | croix noire sur case noire c7 · croix noire sur case blanche d7 · croix noire sur case noire e7 · croix noire sur case blanche c6 · croix noire sur case noire d6 · croix noire sur case blanche e6 · Pion blanc sur case blanche d5 | croix noire sur case noire c7 · croix noire sur case blanche d7 · croix noire sur case noire e7 · croix noire sur case blanche c6 · croix noire sur case noire d6 · croix noire sur case blanche e6 · Pion blanc sur case blanche d5 | croix noire sur case noire c7 · croix noire sur case blanche d7 · croix noire sur case noire e7 · croix noire sur case blanche c6 · croix noire sur case noire d6 · croix noire sur case blanche e6 · Pion blanc sur case blanche d5 | croix noire sur case noire c7 · croix noire sur case blanche d7 · croix noire sur case noire e7 · croix noire sur case blanche c6 · croix noire sur case noire d6 · croix noire sur case blanche e6 · Pion blanc sur case blanche d5 | croix noire sur case noire c7 · croix noire sur case blanche d7 · croix noire sur case noire e7 · croix noire sur case blanche c6 · croix noire sur case noire d6 · croix noire sur case blanche e6 · Pion blanc sur case blanche d5 | croix noire sur case noire c7 · croix noire sur case blanche d7 · croix noire sur case noire e7 · croix noire sur case blanche c6 · croix noire sur case noire d6 · croix noire sur case blanche e6 · Pion blanc sur case blanche d5 | croix noire sur case noire c7 · croix noire sur case blanche d7 · croix noire sur case noire e7 · croix noire sur case blanche c6 · croix noire sur case noire d6 · croix noire sur case blanche e6 · Pion blanc sur case blanche d5 | croix noire sur case noire c7 · croix noire sur case blanche d7 · croix noire sur case noire e7 · croix noire sur case blanche c6 · croix noire sur case noire d6 · croix noire sur case blanche e6 · Pion blanc sur case blanche d5 | 7 |
| 6 | croix noire sur case noire c7 · croix noire sur case blanche d7 · croix noire sur case noire e7 · croix noire sur case blanche c6 · croix noire sur case noire d6 · croix noire sur case blanche e6 · Pion blanc sur case blanche d5 | croix noire sur case noire c7 · croix noire sur case blanche d7 · croix noire sur case noire e7 · croix noire sur case blanche c6 · croix noire sur case noire d6 · croix noire sur case blanche e6 · Pion blanc sur case blanche d5 | croix noire sur case noire c7 · croix noire sur case blanche d7 · croix noire sur case noire e7 · croix noire sur case blanche c6 · croix noire sur case noire d6 · croix noire sur case blanche e6 · Pion blanc sur case blanche d5 | croix noire sur case noire c7 · croix noire sur case blanche d7 · croix noire sur case noire e7 · croix noire sur case blanche c6 · croix noire sur case noire d6 · croix noire sur case blanche e6 · Pion blanc sur case blanche d5 | croix noire sur case noire c7 · croix noire sur case blanche d7 · croix noire sur case noire e7 · croix noire sur case blanche c6 · croix noire sur case noire d6 · croix noire sur case blanche e6 · Pion blanc sur case blanche d5 | croix noire sur case noire c7 · croix noire sur case blanche d7 · croix noire sur case noire e7 · croix noire sur case blanche c6 · croix noire sur case noire d6 · croix noire sur case blanche e6 · Pion blanc sur case blanche d5 | croix noire sur case noire c7 · croix noire sur case blanche d7 · croix noire sur case noire e7 · croix noire sur case blanche c6 · croix noire sur case noire d6 · croix noire sur case blanche e6 · Pion blanc sur case blanche d5 | croix noire sur case noire c7 · croix noire sur case blanche d7 · croix noire sur case noire e7 · croix noire sur case blanche c6 · croix noire sur case noire d6 · croix noire sur case blanche e6 · Pion blanc sur case blanche d5 | 6 |
| 5 | croix noire sur case noire c7 · croix noire sur case blanche d7 · croix noire sur case noire e7 · croix noire sur case blanche c6 · croix noire sur case noire d6 · croix noire sur case blanche e6 · Pion blanc sur case blanche d5 | croix noire sur case noire c7 · croix noire sur case blanche d7 · croix noire sur case noire e7 · croix noire sur case blanche c6 · croix noire sur case noire d6 · croix noire sur case blanche e6 · Pion blanc sur case blanche d5 | croix noire sur case noire c7 · croix noire sur case blanche d7 · croix noire sur case noire e7 · croix noire sur case blanche c6 · croix noire sur case noire d6 · croix noire sur case blanche e6 · Pion blanc sur case blanche d5 | croix noire sur case noire c7 · croix noire sur case blanche d7 · croix noire sur case noire e7 · croix noire sur case blanche c6 · croix noire sur case noire d6 · croix noire sur case blanche e6 · Pion blanc sur case blanche d5 | croix noire sur case noire c7 · croix noire sur case blanche d7 · croix noire sur case noire e7 · croix noire sur case blanche c6 · croix noire sur case noire d6 · croix noire sur case blanche e6 · Pion blanc sur case blanche d5 | croix noire sur case noire c7 · croix noire sur case blanche d7 · croix noire sur case noire e7 · croix noire sur case blanche c6 · croix noire sur case noire d6 · croix noire sur case blanche e6 · Pion blanc sur case blanche d5 | croix noire sur case noire c7 · croix noire sur case blanche d7 · croix noire sur case noire e7 · croix noire sur case blanche c6 · croix noire sur case noire d6 · croix noire sur case blanche e6 · Pion blanc sur case blanche d5 | croix noire sur case noire c7 · croix noire sur case blanche d7 · croix noire sur case noire e7 · croix noire sur case blanche c6 · croix noire sur case noire d6 · croix noire sur case blanche e6 · Pion blanc sur case blanche d5 | 5 |
| 4 | croix noire sur case noire c7 · croix noire sur case blanche d7 · croix noire sur case noire e7 · croix noire sur case blanche c6 · croix noire sur case noire d6 · croix noire sur case blanche e6 · Pion blanc sur case blanche d5 | croix noire sur case noire c7 · croix noire sur case blanche d7 · croix noire sur case noire e7 · croix noire sur case blanche c6 · croix noire sur case noire d6 · croix noire sur case blanche e6 · Pion blanc sur case blanche d5 | croix noire sur case noire c7 · croix noire sur case blanche d7 · croix noire sur case noire e7 · croix noire sur case blanche c6 · croix noire sur case noire d6 · croix noire sur case blanche e6 · Pion blanc sur case blanche d5 | croix noire sur case noire c7 · croix noire sur case blanche d7 · croix noire sur case noire e7 · croix noire sur case blanche c6 · croix noire sur case noire d6 · croix noire sur case blanche e6 · Pion blanc sur case blanche d5 | croix noire sur case noire c7 · croix noire sur case blanche d7 · croix noire sur case noire e7 · croix noire sur case blanche c6 · croix noire sur case noire d6 · croix noire sur case blanche e6 · Pion blanc sur case blanche d5 | croix noire sur case noire c7 · croix noire sur case blanche d7 · croix noire sur case noire e7 · croix noire sur case blanche c6 · croix noire sur case noire d6 · croix noire sur case blanche e6 · Pion blanc sur case blanche d5 | croix noire sur case noire c7 · croix noire sur case blanche d7 · croix noire sur case noire e7 · croix noire sur case blanche c6 · croix noire sur case noire d6 · croix noire sur case blanche e6 · Pion blanc sur case blanche d5 | croix noire sur case noire c7 · croix noire sur case blanche d7 · croix noire sur case noire e7 · croix noire sur case blanche c6 · croix noire sur case noire d6 · croix noire sur case blanche e6 · Pion blanc sur case blanche d5 | 4 |
| 3 | croix noire sur case noire c7 · croix noire sur case blanche d7 · croix noire sur case noire e7 · croix noire sur case blanche c6 · croix noire sur case noire d6 · croix noire sur case blanche e6 · Pion blanc sur case blanche d5 | croix noire sur case noire c7 · croix noire sur case blanche d7 · croix noire sur case noire e7 · croix noire sur case blanche c6 · croix noire sur case noire d6 · croix noire sur case blanche e6 · Pion blanc sur case blanche d5 | croix noire sur case noire c7 · croix noire sur case blanche d7 · croix noire sur case noire e7 · croix noire sur case blanche c6 · croix noire sur case noire d6 · croix noire sur case blanche e6 · Pion blanc sur case blanche d5 | croix noire sur case noire c7 · croix noire sur case blanche d7 · croix noire sur case noire e7 · croix noire sur case blanche c6 · croix noire sur case noire d6 · croix noire sur case blanche e6 · Pion blanc sur case blanche d5 | croix noire sur case noire c7 · croix noire sur case blanche d7 · croix noire sur case noire e7 · croix noire sur case blanche c6 · croix noire sur case noire d6 · croix noire sur case blanche e6 · Pion blanc sur case blanche d5 | croix noire sur case noire c7 · croix noire sur case blanche d7 · croix noire sur case noire e7 · croix noire sur case blanche c6 · croix noire sur case noire d6 · croix noire sur case blanche e6 · Pion blanc sur case blanche d5 | croix noire sur case noire c7 · croix noire sur case blanche d7 · croix noire sur case noire e7 · croix noire sur case blanche c6 · croix noire sur case noire d6 · croix noire sur case blanche e6 · Pion blanc sur case blanche d5 | croix noire sur case noire c7 · croix noire sur case blanche d7 · croix noire sur case noire e7 · croix noire sur case blanche c6 · croix noire sur case noire d6 · croix noire sur case blanche e6 · Pion blanc sur case blanche d5 | 3 |
| 2 | croix noire sur case noire c7 · croix noire sur case blanche d7 · croix noire sur case noire e7 · croix noire sur case blanche c6 · croix noire sur case noire d6 · croix noire sur case blanche e6 · Pion blanc sur case blanche d5 | croix noire sur case noire c7 · croix noire sur case blanche d7 · croix noire sur case noire e7 · croix noire sur case blanche c6 · croix noire sur case noire d6 · croix noire sur case blanche e6 · Pion blanc sur case blanche d5 | croix noire sur case noire c7 · croix noire sur case blanche d7 · croix noire sur case noire e7 · croix noire sur case blanche c6 · croix noire sur case noire d6 · croix noire sur case blanche e6 · Pion blanc sur case blanche d5 | croix noire sur case noire c7 · croix noire sur case blanche d7 · croix noire sur case noire e7 · croix noire sur case blanche c6 · croix noire sur case noire d6 · croix noire sur case blanche e6 · Pion blanc sur case blanche d5 | croix noire sur case noire c7 · croix noire sur case blanche d7 · croix noire sur case noire e7 · croix noire sur case blanche c6 · croix noire sur case noire d6 · croix noire sur case blanche e6 · Pion blanc sur case blanche d5 | croix noire sur case noire c7 · croix noire sur case blanche d7 · croix noire sur case noire e7 · croix noire sur case blanche c6 · croix noire sur case noire d6 · croix noire sur case blanche e6 · Pion blanc sur case blanche d5 | croix noire sur case noire c7 · croix noire sur case blanche d7 · croix noire sur case noire e7 · croix noire sur case blanche c6 · croix noire sur case noire d6 · croix noire sur case blanche e6 · Pion blanc sur case blanche d5 | croix noire sur case noire c7 · croix noire sur case blanche d7 · croix noire sur case noire e7 · croix noire sur case blanche c6 · croix noire sur case noire d6 · croix noire sur case blanche e6 · Pion blanc sur case blanche d5 | 2 |
| 1 | croix noire sur case noire c7 · croix noire sur case blanche d7 · croix noire sur case noire e7 · croix noire sur case blanche c6 · croix noire sur case noire d6 · croix noire sur case blanche e6 · Pion blanc sur case blanche d5 | croix noire sur case noire c7 · croix noire sur case blanche d7 · croix noire sur case noire e7 · croix noire sur case blanche c6 · croix noire sur case noire d6 · croix noire sur case blanche e6 · Pion blanc sur case blanche d5 | croix noire sur case noire c7 · croix noire sur case blanche d7 · croix noire sur case noire e7 · croix noire sur case blanche c6 · croix noire sur case noire d6 · croix noire sur case blanche e6 · Pion blanc sur case blanche d5 | croix noire sur case noire c7 · croix noire sur case blanche d7 · croix noire sur case noire e7 · croix noire sur case blanche c6 · croix noire sur case noire d6 · croix noire sur case blanche e6 · Pion blanc sur case blanche d5 | croix noire sur case noire c7 · croix noire sur case blanche d7 · croix noire sur case noire e7 · croix noire sur case blanche c6 · croix noire sur case noire d6 · croix noire sur case blanche e6 · Pion blanc sur case blanche d5 | croix noire sur case noire c7 · croix noire sur case blanche d7 · croix noire sur case noire e7 · croix noire sur case blanche c6 · croix noire sur case noire d6 · croix noire sur case blanche e6 · Pion blanc sur case blanche d5 | croix noire sur case noire c7 · croix noire sur case blanche d7 · croix noire sur case noire e7 · croix noire sur case blanche c6 · croix noire sur case noire d6 · croix noire sur case blanche e6 · Pion blanc sur case blanche d5 | croix noire sur case noire c7 · croix noire sur case blanche d7 · croix noire sur case noire e7 · croix noire sur case blanche c6 · croix noire sur case noire d6 · croix noire sur case blanche e6 · Pion blanc sur case blanche d5 | 1 |
|   | a | b | c | d | e | f | g | h |   |

Si le Roi blanc occupe une des cases marquées d'une croix, le pion blanc sera promu à coup sûr, peu importe qui a le trait.

### Pion sur la quatrième rangée
|   | a | b | c | d | e | f | g | h |   |
| 8 | croix noire sur case blanche c6 · croix noire sur case noire d6 · croix noire sur case blanche e6 · Pion blanc sur case noire d4 | croix noire sur case blanche c6 · croix noire sur case noire d6 · croix noire sur case blanche e6 · Pion blanc sur case noire d4 | croix noire sur case blanche c6 · croix noire sur case noire d6 · croix noire sur case blanche e6 · Pion blanc sur case noire d4 | croix noire sur case blanche c6 · croix noire sur case noire d6 · croix noire sur case blanche e6 · Pion blanc sur case noire d4 | croix noire sur case blanche c6 · croix noire sur case noire d6 · croix noire sur case blanche e6 · Pion blanc sur case noire d4 | croix noire sur case blanche c6 · croix noire sur case noire d6 · croix noire sur case blanche e6 · Pion blanc sur case noire d4 | croix noire sur case blanche c6 · croix noire sur case noire d6 · croix noire sur case blanche e6 · Pion blanc sur case noire d4 | croix noire sur case blanche c6 · croix noire sur case noire d6 · croix noire sur case blanche e6 · Pion blanc sur case noire d4 | 8 |
| 7 | croix noire sur case blanche c6 · croix noire sur case noire d6 · croix noire sur case blanche e6 · Pion blanc sur case noire d4 | croix noire sur case blanche c6 · croix noire sur case noire d6 · croix noire sur case blanche e6 · Pion blanc sur case noire d4 | croix noire sur case blanche c6 · croix noire sur case noire d6 · croix noire sur case blanche e6 · Pion blanc sur case noire d4 | croix noire sur case blanche c6 · croix noire sur case noire d6 · croix noire sur case blanche e6 · Pion blanc sur case noire d4 | croix noire sur case blanche c6 · croix noire sur case noire d6 · croix noire sur case blanche e6 · Pion blanc sur case noire d4 | croix noire sur case blanche c6 · croix noire sur case noire d6 · croix noire sur case blanche e6 · Pion blanc sur case noire d4 | croix noire sur case blanche c6 · croix noire sur case noire d6 · croix noire sur case blanche e6 · Pion blanc sur case noire d4 | croix noire sur case blanche c6 · croix noire sur case noire d6 · croix noire sur case blanche e6 · Pion blanc sur case noire d4 | 7 |
| 6 | croix noire sur case blanche c6 · croix noire sur case noire d6 · croix noire sur case blanche e6 · Pion blanc sur case noire d4 | croix noire sur case blanche c6 · croix noire sur case noire d6 · croix noire sur case blanche e6 · Pion blanc sur case noire d4 | croix noire sur case blanche c6 · croix noire sur case noire d6 · croix noire sur case blanche e6 · Pion blanc sur case noire d4 | croix noire sur case blanche c6 · croix noire sur case noire d6 · croix noire sur case blanche e6 · Pion blanc sur case noire d4 | croix noire sur case blanche c6 · croix noire sur case noire d6 · croix noire sur case blanche e6 · Pion blanc sur case noire d4 | croix noire sur case blanche c6 · croix noire sur case noire d6 · croix noire sur case blanche e6 · Pion blanc sur case noire d4 | croix noire sur case blanche c6 · croix noire sur case noire d6 · croix noire sur case blanche e6 · Pion blanc sur case noire d4 | croix noire sur case blanche c6 · croix noire sur case noire d6 · croix noire sur case blanche e6 · Pion blanc sur case noire d4 | 6 |
| 5 | croix noire sur case blanche c6 · croix noire sur case noire d6 · croix noire sur case blanche e6 · Pion blanc sur case noire d4 | croix noire sur case blanche c6 · croix noire sur case noire d6 · croix noire sur case blanche e6 · Pion blanc sur case noire d4 | croix noire sur case blanche c6 · croix noire sur case noire d6 · croix noire sur case blanche e6 · Pion blanc sur case noire d4 | croix noire sur case blanche c6 · croix noire sur case noire d6 · croix noire sur case blanche e6 · Pion blanc sur case noire d4 | croix noire sur case blanche c6 · croix noire sur case noire d6 · croix noire sur case blanche e6 · Pion blanc sur case noire d4 | croix noire sur case blanche c6 · croix noire sur case noire d6 · croix noire sur case blanche e6 · Pion blanc sur case noire d4 | croix noire sur case blanche c6 · croix noire sur case noire d6 · croix noire sur case blanche e6 · Pion blanc sur case noire d4 | croix noire sur case blanche c6 · croix noire sur case noire d6 · croix noire sur case blanche e6 · Pion blanc sur case noire d4 | 5 |
| 4 | croix noire sur case blanche c6 · croix noire sur case noire d6 · croix noire sur case blanche e6 · Pion blanc sur case noire d4 | croix noire sur case blanche c6 · croix noire sur case noire d6 · croix noire sur case blanche e6 · Pion blanc sur case noire d4 | croix noire sur case blanche c6 · croix noire sur case noire d6 · croix noire sur case blanche e6 · Pion blanc sur case noire d4 | croix noire sur case blanche c6 · croix noire sur case noire d6 · croix noire sur case blanche e6 · Pion blanc sur case noire d4 | croix noire sur case blanche c6 · croix noire sur case noire d6 · croix noire sur case blanche e6 · Pion blanc sur case noire d4 | croix noire sur case blanche c6 · croix noire sur case noire d6 · croix noire sur case blanche e6 · Pion blanc sur case noire d4 | croix noire sur case blanche c6 · croix noire sur case noire d6 · croix noire sur case blanche e6 · Pion blanc sur case noire d4 | croix noire sur case blanche c6 · croix noire sur case noire d6 · croix noire sur case blanche e6 · Pion blanc sur case noire d4 | 4 |
| 3 | croix noire sur case blanche c6 · croix noire sur case noire d6 · croix noire sur case blanche e6 · Pion blanc sur case noire d4 | croix noire sur case blanche c6 · croix noire sur case noire d6 · croix noire sur case blanche e6 · Pion blanc sur case noire d4 | croix noire sur case blanche c6 · croix noire sur case noire d6 · croix noire sur case blanche e6 · Pion blanc sur case noire d4 | croix noire sur case blanche c6 · croix noire sur case noire d6 · croix noire sur case blanche e6 · Pion blanc sur case noire d4 | croix noire sur case blanche c6 · croix noire sur case noire d6 · croix noire sur case blanche e6 · Pion blanc sur case noire d4 | croix noire sur case blanche c6 · croix noire sur case noire d6 · croix noire sur case blanche e6 · Pion blanc sur case noire d4 | croix noire sur case blanche c6 · croix noire sur case noire d6 · croix noire sur case blanche e6 · Pion blanc sur case noire d4 | croix noire sur case blanche c6 · croix noire sur case noire d6 · croix noire sur case blanche e6 · Pion blanc sur case noire d4 | 3 |
| 2 | croix noire sur case blanche c6 · croix noire sur case noire d6 · croix noire sur case blanche e6 · Pion blanc sur case noire d4 | croix noire sur case blanche c6 · croix noire sur case noire d6 · croix noire sur case blanche e6 · Pion blanc sur case noire d4 | croix noire sur case blanche c6 · croix noire sur case noire d6 · croix noire sur case blanche e6 · Pion blanc sur case noire d4 | croix noire sur case blanche c6 · croix noire sur case noire d6 · croix noire sur case blanche e6 · Pion blanc sur case noire d4 | croix noire sur case blanche c6 · croix noire sur case noire d6 · croix noire sur case blanche e6 · Pion blanc sur case noire d4 | croix noire sur case blanche c6 · croix noire sur case noire d6 · croix noire sur case blanche e6 · Pion blanc sur case noire d4 | croix noire sur case blanche c6 · croix noire sur case noire d6 · croix noire sur case blanche e6 · Pion blanc sur case noire d4 | croix noire sur case blanche c6 · croix noire sur case noire d6 · croix noire sur case blanche e6 · Pion blanc sur case noire d4 | 2 |
| 1 | croix noire sur case blanche c6 · croix noire sur case noire d6 · croix noire sur case blanche e6 · Pion blanc sur case noire d4 | croix noire sur case blanche c6 · croix noire sur case noire d6 · croix noire sur case blanche e6 · Pion blanc sur case noire d4 | croix noire sur case blanche c6 · croix noire sur case noire d6 · croix noire sur case blanche e6 · Pion blanc sur case noire d4 | croix noire sur case blanche c6 · croix noire sur case noire d6 · croix noire sur case blanche e6 · Pion blanc sur case noire d4 | croix noire sur case blanche c6 · croix noire sur case noire d6 · croix noire sur case blanche e6 · Pion blanc sur case noire d4 | croix noire sur case blanche c6 · croix noire sur case noire d6 · croix noire sur case blanche e6 · Pion blanc sur case noire d4 | croix noire sur case blanche c6 · croix noire sur case noire d6 · croix noire sur case blanche e6 · Pion blanc sur case noire d4 | croix noire sur case blanche c6 · croix noire sur case noire d6 · croix noire sur case blanche e6 · Pion blanc sur case noire d4 | 1 |
|   | a | b | c | d | e | f | g | h |   |

Si le Roi blanc occupe une des cases marquées d'une croix, le pion blanc sera promu à coup sûr, peu importe qui a le trait.

### Pion sur la troisième rangée
|   | a | b | c | d | e | f | g | h |   |
| 8 | croix noire sur case noire c5 · croix noire sur case blanche d5 · croix noire sur case noire e5 · Pion blanc sur case blanche d3 | croix noire sur case noire c5 · croix noire sur case blanche d5 · croix noire sur case noire e5 · Pion blanc sur case blanche d3 | croix noire sur case noire c5 · croix noire sur case blanche d5 · croix noire sur case noire e5 · Pion blanc sur case blanche d3 | croix noire sur case noire c5 · croix noire sur case blanche d5 · croix noire sur case noire e5 · Pion blanc sur case blanche d3 | croix noire sur case noire c5 · croix noire sur case blanche d5 · croix noire sur case noire e5 · Pion blanc sur case blanche d3 | croix noire sur case noire c5 · croix noire sur case blanche d5 · croix noire sur case noire e5 · Pion blanc sur case blanche d3 | croix noire sur case noire c5 · croix noire sur case blanche d5 · croix noire sur case noire e5 · Pion blanc sur case blanche d3 | croix noire sur case noire c5 · croix noire sur case blanche d5 · croix noire sur case noire e5 · Pion blanc sur case blanche d3 | 8 |
| 7 | croix noire sur case noire c5 · croix noire sur case blanche d5 · croix noire sur case noire e5 · Pion blanc sur case blanche d3 | croix noire sur case noire c5 · croix noire sur case blanche d5 · croix noire sur case noire e5 · Pion blanc sur case blanche d3 | croix noire sur case noire c5 · croix noire sur case blanche d5 · croix noire sur case noire e5 · Pion blanc sur case blanche d3 | croix noire sur case noire c5 · croix noire sur case blanche d5 · croix noire sur case noire e5 · Pion blanc sur case blanche d3 | croix noire sur case noire c5 · croix noire sur case blanche d5 · croix noire sur case noire e5 · Pion blanc sur case blanche d3 | croix noire sur case noire c5 · croix noire sur case blanche d5 · croix noire sur case noire e5 · Pion blanc sur case blanche d3 | croix noire sur case noire c5 · croix noire sur case blanche d5 · croix noire sur case noire e5 · Pion blanc sur case blanche d3 | croix noire sur case noire c5 · croix noire sur case blanche d5 · croix noire sur case noire e5 · Pion blanc sur case blanche d3 | 7 |
| 6 | croix noire sur case noire c5 · croix noire sur case blanche d5 · croix noire sur case noire e5 · Pion blanc sur case blanche d3 | croix noire sur case noire c5 · croix noire sur case blanche d5 · croix noire sur case noire e5 · Pion blanc sur case blanche d3 | croix noire sur case noire c5 · croix noire sur case blanche d5 · croix noire sur case noire e5 · Pion blanc sur case blanche d3 | croix noire sur case noire c5 · croix noire sur case blanche d5 · croix noire sur case noire e5 · Pion blanc sur case blanche d3 | croix noire sur case noire c5 · croix noire sur case blanche d5 · croix noire sur case noire e5 · Pion blanc sur case blanche d3 | croix noire sur case noire c5 · croix noire sur case blanche d5 · croix noire sur case noire e5 · Pion blanc sur case blanche d3 | croix noire sur case noire c5 · croix noire sur case blanche d5 · croix noire sur case noire e5 · Pion blanc sur case blanche d3 | croix noire sur case noire c5 · croix noire sur case blanche d5 · croix noire sur case noire e5 · Pion blanc sur case blanche d3 | 6 |
| 5 | croix noire sur case noire c5 · croix noire sur case blanche d5 · croix noire sur case noire e5 · Pion blanc sur case blanche d3 | croix noire sur case noire c5 · croix noire sur case blanche d5 · croix noire sur case noire e5 · Pion blanc sur case blanche d3 | croix noire sur case noire c5 · croix noire sur case blanche d5 · croix noire sur case noire e5 · Pion blanc sur case blanche d3 | croix noire sur case noire c5 · croix noire sur case blanche d5 · croix noire sur case noire e5 · Pion blanc sur case blanche d3 | croix noire sur case noire c5 · croix noire sur case blanche d5 · croix noire sur case noire e5 · Pion blanc sur case blanche d3 | croix noire sur case noire c5 · croix noire sur case blanche d5 · croix noire sur case noire e5 · Pion blanc sur case blanche d3 | croix noire sur case noire c5 · croix noire sur case blanche d5 · croix noire sur case noire e5 · Pion blanc sur case blanche d3 | croix noire sur case noire c5 · croix noire sur case blanche d5 · croix noire sur case noire e5 · Pion blanc sur case blanche d3 | 5 |
| 4 | croix noire sur case noire c5 · croix noire sur case blanche d5 · croix noire sur case noire e5 · Pion blanc sur case blanche d3 | croix noire sur case noire c5 · croix noire sur case blanche d5 · croix noire sur case noire e5 · Pion blanc sur case blanche d3 | croix noire sur case noire c5 · croix noire sur case blanche d5 · croix noire sur case noire e5 · Pion blanc sur case blanche d3 | croix noire sur case noire c5 · croix noire sur case blanche d5 · croix noire sur case noire e5 · Pion blanc sur case blanche d3 | croix noire sur case noire c5 · croix noire sur case blanche d5 · croix noire sur case noire e5 · Pion blanc sur case blanche d3 | croix noire sur case noire c5 · croix noire sur case blanche d5 · croix noire sur case noire e5 · Pion blanc sur case blanche d3 | croix noire sur case noire c5 · croix noire sur case blanche d5 · croix noire sur case noire e5 · Pion blanc sur case blanche d3 | croix noire sur case noire c5 · croix noire sur case blanche d5 · croix noire sur case noire e5 · Pion blanc sur case blanche d3 | 4 |
| 3 | croix noire sur case noire c5 · croix noire sur case blanche d5 · croix noire sur case noire e5 · Pion blanc sur case blanche d3 | croix noire sur case noire c5 · croix noire sur case blanche d5 · croix noire sur case noire e5 · Pion blanc sur case blanche d3 | croix noire sur case noire c5 · croix noire sur case blanche d5 · croix noire sur case noire e5 · Pion blanc sur case blanche d3 | croix noire sur case noire c5 · croix noire sur case blanche d5 · croix noire sur case noire e5 · Pion blanc sur case blanche d3 | croix noire sur case noire c5 · croix noire sur case blanche d5 · croix noire sur case noire e5 · Pion blanc sur case blanche d3 | croix noire sur case noire c5 · croix noire sur case blanche d5 · croix noire sur case noire e5 · Pion blanc sur case blanche d3 | croix noire sur case noire c5 · croix noire sur case blanche d5 · croix noire sur case noire e5 · Pion blanc sur case blanche d3 | croix noire sur case noire c5 · croix noire sur case blanche d5 · croix noire sur case noire e5 · Pion blanc sur case blanche d3 | 3 |
| 2 | croix noire sur case noire c5 · croix noire sur case blanche d5 · croix noire sur case noire e5 · Pion blanc sur case blanche d3 | croix noire sur case noire c5 · croix noire sur case blanche d5 · croix noire sur case noire e5 · Pion blanc sur case blanche d3 | croix noire sur case noire c5 · croix noire sur case blanche d5 · croix noire sur case noire e5 · Pion blanc sur case blanche d3 | croix noire sur case noire c5 · croix noire sur case blanche d5 · croix noire sur case noire e5 · Pion blanc sur case blanche d3 | croix noire sur case noire c5 · croix noire sur case blanche d5 · croix noire sur case noire e5 · Pion blanc sur case blanche d3 | croix noire sur case noire c5 · croix noire sur case blanche d5 · croix noire sur case noire e5 · Pion blanc sur case blanche d3 | croix noire sur case noire c5 · croix noire sur case blanche d5 · croix noire sur case noire e5 · Pion blanc sur case blanche d3 | croix noire sur case noire c5 · croix noire sur case blanche d5 · croix noire sur case noire e5 · Pion blanc sur case blanche d3 | 2 |
| 1 | croix noire sur case noire c5 · croix noire sur case blanche d5 · croix noire sur case noire e5 · Pion blanc sur case blanche d3 | croix noire sur case noire c5 · croix noire sur case blanche d5 · croix noire sur case noire e5 · Pion blanc sur case blanche d3 | croix noire sur case noire c5 · croix noire sur case blanche d5 · croix noire sur case noire e5 · Pion blanc sur case blanche d3 | croix noire sur case noire c5 · croix noire sur case blanche d5 · croix noire sur case noire e5 · Pion blanc sur case blanche d3 | croix noire sur case noire c5 · croix noire sur case blanche d5 · croix noire sur case noire e5 · Pion blanc sur case blanche d3 | croix noire sur case noire c5 · croix noire sur case blanche d5 · croix noire sur case noire e5 · Pion blanc sur case blanche d3 | croix noire sur case noire c5 · croix noire sur case blanche d5 · croix noire sur case noire e5 · Pion blanc sur case blanche d3 | croix noire sur case noire c5 · croix noire sur case blanche d5 · croix noire sur case noire e5 · Pion blanc sur case blanche d3 | 1 |
|   | a | b | c | d | e | f | g | h |   |

Si le Roi blanc occupe une des cases marquées d'une croix, le pion blanc sera promu à coup sûr, peu importe qui a le trait.

### Pion sur la deuxième rangée
|   | a | b | c | d | e | f | g | h |   |
| 8 | croix noire sur case blanche c4 · croix noire sur case noire d4 · croix noire sur case blanche e4 · Pion blanc sur case noire d2 | croix noire sur case blanche c4 · croix noire sur case noire d4 · croix noire sur case blanche e4 · Pion blanc sur case noire d2 | croix noire sur case blanche c4 · croix noire sur case noire d4 · croix noire sur case blanche e4 · Pion blanc sur case noire d2 | croix noire sur case blanche c4 · croix noire sur case noire d4 · croix noire sur case blanche e4 · Pion blanc sur case noire d2 | croix noire sur case blanche c4 · croix noire sur case noire d4 · croix noire sur case blanche e4 · Pion blanc sur case noire d2 | croix noire sur case blanche c4 · croix noire sur case noire d4 · croix noire sur case blanche e4 · Pion blanc sur case noire d2 | croix noire sur case blanche c4 · croix noire sur case noire d4 · croix noire sur case blanche e4 · Pion blanc sur case noire d2 | croix noire sur case blanche c4 · croix noire sur case noire d4 · croix noire sur case blanche e4 · Pion blanc sur case noire d2 | 8 |
| 7 | croix noire sur case blanche c4 · croix noire sur case noire d4 · croix noire sur case blanche e4 · Pion blanc sur case noire d2 | croix noire sur case blanche c4 · croix noire sur case noire d4 · croix noire sur case blanche e4 · Pion blanc sur case noire d2 | croix noire sur case blanche c4 · croix noire sur case noire d4 · croix noire sur case blanche e4 · Pion blanc sur case noire d2 | croix noire sur case blanche c4 · croix noire sur case noire d4 · croix noire sur case blanche e4 · Pion blanc sur case noire d2 | croix noire sur case blanche c4 · croix noire sur case noire d4 · croix noire sur case blanche e4 · Pion blanc sur case noire d2 | croix noire sur case blanche c4 · croix noire sur case noire d4 · croix noire sur case blanche e4 · Pion blanc sur case noire d2 | croix noire sur case blanche c4 · croix noire sur case noire d4 · croix noire sur case blanche e4 · Pion blanc sur case noire d2 | croix noire sur case blanche c4 · croix noire sur case noire d4 · croix noire sur case blanche e4 · Pion blanc sur case noire d2 | 7 |
| 6 | croix noire sur case blanche c4 · croix noire sur case noire d4 · croix noire sur case blanche e4 · Pion blanc sur case noire d2 | croix noire sur case blanche c4 · croix noire sur case noire d4 · croix noire sur case blanche e4 · Pion blanc sur case noire d2 | croix noire sur case blanche c4 · croix noire sur case noire d4 · croix noire sur case blanche e4 · Pion blanc sur case noire d2 | croix noire sur case blanche c4 · croix noire sur case noire d4 · croix noire sur case blanche e4 · Pion blanc sur case noire d2 | croix noire sur case blanche c4 · croix noire sur case noire d4 · croix noire sur case blanche e4 · Pion blanc sur case noire d2 | croix noire sur case blanche c4 · croix noire sur case noire d4 · croix noire sur case blanche e4 · Pion blanc sur case noire d2 | croix noire sur case blanche c4 · croix noire sur case noire d4 · croix noire sur case blanche e4 · Pion blanc sur case noire d2 | croix noire sur case blanche c4 · croix noire sur case noire d4 · croix noire sur case blanche e4 · Pion blanc sur case noire d2 | 6 |
| 5 | croix noire sur case blanche c4 · croix noire sur case noire d4 · croix noire sur case blanche e4 · Pion blanc sur case noire d2 | croix noire sur case blanche c4 · croix noire sur case noire d4 · croix noire sur case blanche e4 · Pion blanc sur case noire d2 | croix noire sur case blanche c4 · croix noire sur case noire d4 · croix noire sur case blanche e4 · Pion blanc sur case noire d2 | croix noire sur case blanche c4 · croix noire sur case noire d4 · croix noire sur case blanche e4 · Pion blanc sur case noire d2 | croix noire sur case blanche c4 · croix noire sur case noire d4 · croix noire sur case blanche e4 · Pion blanc sur case noire d2 | croix noire sur case blanche c4 · croix noire sur case noire d4 · croix noire sur case blanche e4 · Pion blanc sur case noire d2 | croix noire sur case blanche c4 · croix noire sur case noire d4 · croix noire sur case blanche e4 · Pion blanc sur case noire d2 | croix noire sur case blanche c4 · croix noire sur case noire d4 · croix noire sur case blanche e4 · Pion blanc sur case noire d2 | 5 |
| 4 | croix noire sur case blanche c4 · croix noire sur case noire d4 · croix noire sur case blanche e4 · Pion blanc sur case noire d2 | croix noire sur case blanche c4 · croix noire sur case noire d4 · croix noire sur case blanche e4 · Pion blanc sur case noire d2 | croix noire sur case blanche c4 · croix noire sur case noire d4 · croix noire sur case blanche e4 · Pion blanc sur case noire d2 | croix noire sur case blanche c4 · croix noire sur case noire d4 · croix noire sur case blanche e4 · Pion blanc sur case noire d2 | croix noire sur case blanche c4 · croix noire sur case noire d4 · croix noire sur case blanche e4 · Pion blanc sur case noire d2 | croix noire sur case blanche c4 · croix noire sur case noire d4 · croix noire sur case blanche e4 · Pion blanc sur case noire d2 | croix noire sur case blanche c4 · croix noire sur case noire d4 · croix noire sur case blanche e4 · Pion blanc sur case noire d2 | croix noire sur case blanche c4 · croix noire sur case noire d4 · croix noire sur case blanche e4 · Pion blanc sur case noire d2 | 4 |
| 3 | croix noire sur case blanche c4 · croix noire sur case noire d4 · croix noire sur case blanche e4 · Pion blanc sur case noire d2 | croix noire sur case blanche c4 · croix noire sur case noire d4 · croix noire sur case blanche e4 · Pion blanc sur case noire d2 | croix noire sur case blanche c4 · croix noire sur case noire d4 · croix noire sur case blanche e4 · Pion blanc sur case noire d2 | croix noire sur case blanche c4 · croix noire sur case noire d4 · croix noire sur case blanche e4 · Pion blanc sur case noire d2 | croix noire sur case blanche c4 · croix noire sur case noire d4 · croix noire sur case blanche e4 · Pion blanc sur case noire d2 | croix noire sur case blanche c4 · croix noire sur case noire d4 · croix noire sur case blanche e4 · Pion blanc sur case noire d2 | croix noire sur case blanche c4 · croix noire sur case noire d4 · croix noire sur case blanche e4 · Pion blanc sur case noire d2 | croix noire sur case blanche c4 · croix noire sur case noire d4 · croix noire sur case blanche e4 · Pion blanc sur case noire d2 | 3 |
| 2 | croix noire sur case blanche c4 · croix noire sur case noire d4 · croix noire sur case blanche e4 · Pion blanc sur case noire d2 | croix noire sur case blanche c4 · croix noire sur case noire d4 · croix noire sur case blanche e4 · Pion blanc sur case noire d2 | croix noire sur case blanche c4 · croix noire sur case noire d4 · croix noire sur case blanche e4 · Pion blanc sur case noire d2 | croix noire sur case blanche c4 · croix noire sur case noire d4 · croix noire sur case blanche e4 · Pion blanc sur case noire d2 | croix noire sur case blanche c4 · croix noire sur case noire d4 · croix noire sur case blanche e4 · Pion blanc sur case noire d2 | croix noire sur case blanche c4 · croix noire sur case noire d4 · croix noire sur case blanche e4 · Pion blanc sur case noire d2 | croix noire sur case blanche c4 · croix noire sur case noire d4 · croix noire sur case blanche e4 · Pion blanc sur case noire d2 | croix noire sur case blanche c4 · croix noire sur case noire d4 · croix noire sur case blanche e4 · Pion blanc sur case noire d2 | 2 |
| 1 | croix noire sur case blanche c4 · croix noire sur case noire d4 · croix noire sur case blanche e4 · Pion blanc sur case noire d2 | croix noire sur case blanche c4 · croix noire sur case noire d4 · croix noire sur case blanche e4 · Pion blanc sur case noire d2 | croix noire sur case blanche c4 · croix noire sur case noire d4 · croix noire sur case blanche e4 · Pion blanc sur case noire d2 | croix noire sur case blanche c4 · croix noire sur case noire d4 · croix noire sur case blanche e4 · Pion blanc sur case noire d2 | croix noire sur case blanche c4 · croix noire sur case noire d4 · croix noire sur case blanche e4 · Pion blanc sur case noire d2 | croix noire sur case blanche c4 · croix noire sur case noire d4 · croix noire sur case blanche e4 · Pion blanc sur case noire d2 | croix noire sur case blanche c4 · croix noire sur case noire d4 · croix noire sur case blanche e4 · Pion blanc sur case noire d2 | croix noire sur case blanche c4 · croix noire sur case noire d4 · croix noire sur case blanche e4 · Pion blanc sur case noire d2 | 1 |
|   | a | b | c | d | e | f | g | h |   |

Si le Roi blanc occupe une des cases marquées d'une croix, le pion blanc sera promu à coup sûr, peu importe qui a le trait.

### Le cas du Pion-tour
|   | a                                                                                              | b                                                                                              | c                                                                                              | d                                                                                              | e                                                                                              | f                                                                                              | g                                                                                              | h                                                                                              |   |
| 8 | croix noire sur case blanche g8 · croix noire sur case noire g7 · Pion blanc sur case noire h2 | croix noire sur case blanche g8 · croix noire sur case noire g7 · Pion blanc sur case noire h2 | croix noire sur case blanche g8 · croix noire sur case noire g7 · Pion blanc sur case noire h2 | croix noire sur case blanche g8 · croix noire sur case noire g7 · Pion blanc sur case noire h2 | croix noire sur case blanche g8 · croix noire sur case noire g7 · Pion blanc sur case noire h2 | croix noire sur case blanche g8 · croix noire sur case noire g7 · Pion blanc sur case noire h2 | croix noire sur case blanche g8 · croix noire sur case noire g7 · Pion blanc sur case noire h2 | croix noire sur case blanche g8 · croix noire sur case noire g7 · Pion blanc sur case noire h2 | 8 |
| 7 | croix noire sur case blanche g8 · croix noire sur case noire g7 · Pion blanc sur case noire h2 | croix noire sur case blanche g8 · croix noire sur case noire g7 · Pion blanc sur case noire h2 | croix noire sur case blanche g8 · croix noire sur case noire g7 · Pion blanc sur case noire h2 | croix noire sur case blanche g8 · croix noire sur case noire g7 · Pion blanc sur case noire h2 | croix noire sur case blanche g8 · croix noire sur case noire g7 · Pion blanc sur case noire h2 | croix noire sur case blanche g8 · croix noire sur case noire g7 · Pion blanc sur case noire h2 | croix noire sur case blanche g8 · croix noire sur case noire g7 · Pion blanc sur case noire h2 | croix noire sur case blanche g8 · croix noire sur case noire g7 · Pion blanc sur case noire h2 | 7 |
| 6 | croix noire sur case blanche g8 · croix noire sur case noire g7 · Pion blanc sur case noire h2 | croix noire sur case blanche g8 · croix noire sur case noire g7 · Pion blanc sur case noire h2 | croix noire sur case blanche g8 · croix noire sur case noire g7 · Pion blanc sur case noire h2 | croix noire sur case blanche g8 · croix noire sur case noire g7 · Pion blanc sur case noire h2 | croix noire sur case blanche g8 · croix noire sur case noire g7 · Pion blanc sur case noire h2 | croix noire sur case blanche g8 · croix noire sur case noire g7 · Pion blanc sur case noire h2 | croix noire sur case blanche g8 · croix noire sur case noire g7 · Pion blanc sur case noire h2 | croix noire sur case blanche g8 · croix noire sur case noire g7 · Pion blanc sur case noire h2 | 6 |
| 5 | croix noire sur case blanche g8 · croix noire sur case noire g7 · Pion blanc sur case noire h2 | croix noire sur case blanche g8 · croix noire sur case noire g7 · Pion blanc sur case noire h2 | croix noire sur case blanche g8 · croix noire sur case noire g7 · Pion blanc sur case noire h2 | croix noire sur case blanche g8 · croix noire sur case noire g7 · Pion blanc sur case noire h2 | croix noire sur case blanche g8 · croix noire sur case noire g7 · Pion blanc sur case noire h2 | croix noire sur case blanche g8 · croix noire sur case noire g7 · Pion blanc sur case noire h2 | croix noire sur case blanche g8 · croix noire sur case noire g7 · Pion blanc sur case noire h2 | croix noire sur case blanche g8 · croix noire sur case noire g7 · Pion blanc sur case noire h2 | 5 |
| 4 | croix noire sur case blanche g8 · croix noire sur case noire g7 · Pion blanc sur case noire h2 | croix noire sur case blanche g8 · croix noire sur case noire g7 · Pion blanc sur case noire h2 | croix noire sur case blanche g8 · croix noire sur case noire g7 · Pion blanc sur case noire h2 | croix noire sur case blanche g8 · croix noire sur case noire g7 · Pion blanc sur case noire h2 | croix noire sur case blanche g8 · croix noire sur case noire g7 · Pion blanc sur case noire h2 | croix noire sur case blanche g8 · croix noire sur case noire g7 · Pion blanc sur case noire h2 | croix noire sur case blanche g8 · croix noire sur case noire g7 · Pion blanc sur case noire h2 | croix noire sur case blanche g8 · croix noire sur case noire g7 · Pion blanc sur case noire h2 | 4 |
| 3 | croix noire sur case blanche g8 · croix noire sur case noire g7 · Pion blanc sur case noire h2 | croix noire sur case blanche g8 · croix noire sur case noire g7 · Pion blanc sur case noire h2 | croix noire sur case blanche g8 · croix noire sur case noire g7 · Pion blanc sur case noire h2 | croix noire sur case blanche g8 · croix noire sur case noire g7 · Pion blanc sur case noire h2 | croix noire sur case blanche g8 · croix noire sur case noire g7 · Pion blanc sur case noire h2 | croix noire sur case blanche g8 · croix noire sur case noire g7 · Pion blanc sur case noire h2 | croix noire sur case blanche g8 · croix noire sur case noire g7 · Pion blanc sur case noire h2 | croix noire sur case blanche g8 · croix noire sur case noire g7 · Pion blanc sur case noire h2 | 3 |
| 2 | croix noire sur case blanche g8 · croix noire sur case noire g7 · Pion blanc sur case noire h2 | croix noire sur case blanche g8 · croix noire sur case noire g7 · Pion blanc sur case noire h2 | croix noire sur case blanche g8 · croix noire sur case noire g7 · Pion blanc sur case noire h2 | croix noire sur case blanche g8 · croix noire sur case noire g7 · Pion blanc sur case noire h2 | croix noire sur case blanche g8 · croix noire sur case noire g7 · Pion blanc sur case noire h2 | croix noire sur case blanche g8 · croix noire sur case noire g7 · Pion blanc sur case noire h2 | croix noire sur case blanche g8 · croix noire sur case noire g7 · Pion blanc sur case noire h2 | croix noire sur case blanche g8 · croix noire sur case noire g7 · Pion blanc sur case noire h2 | 2 |
| 1 | croix noire sur case blanche g8 · croix noire sur case noire g7 · Pion blanc sur case noire h2 | croix noire sur case blanche g8 · croix noire sur case noire g7 · Pion blanc sur case noire h2 | croix noire sur case blanche g8 · croix noire sur case noire g7 · Pion blanc sur case noire h2 | croix noire sur case blanche g8 · croix noire sur case noire g7 · Pion blanc sur case noire h2 | croix noire sur case blanche g8 · croix noire sur case noire g7 · Pion blanc sur case noire h2 | croix noire sur case blanche g8 · croix noire sur case noire g7 · Pion blanc sur case noire h2 | croix noire sur case blanche g8 · croix noire sur case noire g7 · Pion blanc sur case noire h2 | croix noire sur case blanche g8 · croix noire sur case noire g7 · Pion blanc sur case noire h2 | 1 |
|   | a                                                                                              | b                                                                                              | c                                                                                              | d                                                                                              | e                                                                                              | f                                                                                              | g                                                                                              | h                                                                                              |   |

Le Pion-tour est un cas particulier, puisqu'il ne possède que deux cases-clés, quelle que soit sa position. Si le Roi blanc occupe une des deux cases marquées d'une croix, le pion blanc sera promu à coup sûr, peu importe qui a le trait. Cependant, le risque que le Roi noir intercepte la course du pion-tour (a ou h) est relativement élevé si le pion est au début de sa marche.

## Application
|   | a | b | c | d | e | f | g | h |   |
| 8 | Roi noir sur case noire f8 · croix noire sur case blanche b5 · croix noire sur case noire c5 · croix noire sur case blanche d5 · Pion blanc sur case noire c3 · Roi blanc sur case blanche d1 | Roi noir sur case noire f8 · croix noire sur case blanche b5 · croix noire sur case noire c5 · croix noire sur case blanche d5 · Pion blanc sur case noire c3 · Roi blanc sur case blanche d1 | Roi noir sur case noire f8 · croix noire sur case blanche b5 · croix noire sur case noire c5 · croix noire sur case blanche d5 · Pion blanc sur case noire c3 · Roi blanc sur case blanche d1 | Roi noir sur case noire f8 · croix noire sur case blanche b5 · croix noire sur case noire c5 · croix noire sur case blanche d5 · Pion blanc sur case noire c3 · Roi blanc sur case blanche d1 | Roi noir sur case noire f8 · croix noire sur case blanche b5 · croix noire sur case noire c5 · croix noire sur case blanche d5 · Pion blanc sur case noire c3 · Roi blanc sur case blanche d1 | Roi noir sur case noire f8 · croix noire sur case blanche b5 · croix noire sur case noire c5 · croix noire sur case blanche d5 · Pion blanc sur case noire c3 · Roi blanc sur case blanche d1 | Roi noir sur case noire f8 · croix noire sur case blanche b5 · croix noire sur case noire c5 · croix noire sur case blanche d5 · Pion blanc sur case noire c3 · Roi blanc sur case blanche d1 | Roi noir sur case noire f8 · croix noire sur case blanche b5 · croix noire sur case noire c5 · croix noire sur case blanche d5 · Pion blanc sur case noire c3 · Roi blanc sur case blanche d1 | 8 |
| 7 | Roi noir sur case noire f8 · croix noire sur case blanche b5 · croix noire sur case noire c5 · croix noire sur case blanche d5 · Pion blanc sur case noire c3 · Roi blanc sur case blanche d1 | Roi noir sur case noire f8 · croix noire sur case blanche b5 · croix noire sur case noire c5 · croix noire sur case blanche d5 · Pion blanc sur case noire c3 · Roi blanc sur case blanche d1 | Roi noir sur case noire f8 · croix noire sur case blanche b5 · croix noire sur case noire c5 · croix noire sur case blanche d5 · Pion blanc sur case noire c3 · Roi blanc sur case blanche d1 | Roi noir sur case noire f8 · croix noire sur case blanche b5 · croix noire sur case noire c5 · croix noire sur case blanche d5 · Pion blanc sur case noire c3 · Roi blanc sur case blanche d1 | Roi noir sur case noire f8 · croix noire sur case blanche b5 · croix noire sur case noire c5 · croix noire sur case blanche d5 · Pion blanc sur case noire c3 · Roi blanc sur case blanche d1 | Roi noir sur case noire f8 · croix noire sur case blanche b5 · croix noire sur case noire c5 · croix noire sur case blanche d5 · Pion blanc sur case noire c3 · Roi blanc sur case blanche d1 | Roi noir sur case noire f8 · croix noire sur case blanche b5 · croix noire sur case noire c5 · croix noire sur case blanche d5 · Pion blanc sur case noire c3 · Roi blanc sur case blanche d1 | Roi noir sur case noire f8 · croix noire sur case blanche b5 · croix noire sur case noire c5 · croix noire sur case blanche d5 · Pion blanc sur case noire c3 · Roi blanc sur case blanche d1 | 7 |
| 6 | Roi noir sur case noire f8 · croix noire sur case blanche b5 · croix noire sur case noire c5 · croix noire sur case blanche d5 · Pion blanc sur case noire c3 · Roi blanc sur case blanche d1 | Roi noir sur case noire f8 · croix noire sur case blanche b5 · croix noire sur case noire c5 · croix noire sur case blanche d5 · Pion blanc sur case noire c3 · Roi blanc sur case blanche d1 | Roi noir sur case noire f8 · croix noire sur case blanche b5 · croix noire sur case noire c5 · croix noire sur case blanche d5 · Pion blanc sur case noire c3 · Roi blanc sur case blanche d1 | Roi noir sur case noire f8 · croix noire sur case blanche b5 · croix noire sur case noire c5 · croix noire sur case blanche d5 · Pion blanc sur case noire c3 · Roi blanc sur case blanche d1 | Roi noir sur case noire f8 · croix noire sur case blanche b5 · croix noire sur case noire c5 · croix noire sur case blanche d5 · Pion blanc sur case noire c3 · Roi blanc sur case blanche d1 | Roi noir sur case noire f8 · croix noire sur case blanche b5 · croix noire sur case noire c5 · croix noire sur case blanche d5 · Pion blanc sur case noire c3 · Roi blanc sur case blanche d1 | Roi noir sur case noire f8 · croix noire sur case blanche b5 · croix noire sur case noire c5 · croix noire sur case blanche d5 · Pion blanc sur case noire c3 · Roi blanc sur case blanche d1 | Roi noir sur case noire f8 · croix noire sur case blanche b5 · croix noire sur case noire c5 · croix noire sur case blanche d5 · Pion blanc sur case noire c3 · Roi blanc sur case blanche d1 | 6 |
| 5 | Roi noir sur case noire f8 · croix noire sur case blanche b5 · croix noire sur case noire c5 · croix noire sur case blanche d5 · Pion blanc sur case noire c3 · Roi blanc sur case blanche d1 | Roi noir sur case noire f8 · croix noire sur case blanche b5 · croix noire sur case noire c5 · croix noire sur case blanche d5 · Pion blanc sur case noire c3 · Roi blanc sur case blanche d1 | Roi noir sur case noire f8 · croix noire sur case blanche b5 · croix noire sur case noire c5 · croix noire sur case blanche d5 · Pion blanc sur case noire c3 · Roi blanc sur case blanche d1 | Roi noir sur case noire f8 · croix noire sur case blanche b5 · croix noire sur case noire c5 · croix noire sur case blanche d5 · Pion blanc sur case noire c3 · Roi blanc sur case blanche d1 | Roi noir sur case noire f8 · croix noire sur case blanche b5 · croix noire sur case noire c5 · croix noire sur case blanche d5 · Pion blanc sur case noire c3 · Roi blanc sur case blanche d1 | Roi noir sur case noire f8 · croix noire sur case blanche b5 · croix noire sur case noire c5 · croix noire sur case blanche d5 · Pion blanc sur case noire c3 · Roi blanc sur case blanche d1 | Roi noir sur case noire f8 · croix noire sur case blanche b5 · croix noire sur case noire c5 · croix noire sur case blanche d5 · Pion blanc sur case noire c3 · Roi blanc sur case blanche d1 | Roi noir sur case noire f8 · croix noire sur case blanche b5 · croix noire sur case noire c5 · croix noire sur case blanche d5 · Pion blanc sur case noire c3 · Roi blanc sur case blanche d1 | 5 |
| 4 | Roi noir sur case noire f8 · croix noire sur case blanche b5 · croix noire sur case noire c5 · croix noire sur case blanche d5 · Pion blanc sur case noire c3 · Roi blanc sur case blanche d1 | Roi noir sur case noire f8 · croix noire sur case blanche b5 · croix noire sur case noire c5 · croix noire sur case blanche d5 · Pion blanc sur case noire c3 · Roi blanc sur case blanche d1 | Roi noir sur case noire f8 · croix noire sur case blanche b5 · croix noire sur case noire c5 · croix noire sur case blanche d5 · Pion blanc sur case noire c3 · Roi blanc sur case blanche d1 | Roi noir sur case noire f8 · croix noire sur case blanche b5 · croix noire sur case noire c5 · croix noire sur case blanche d5 · Pion blanc sur case noire c3 · Roi blanc sur case blanche d1 | Roi noir sur case noire f8 · croix noire sur case blanche b5 · croix noire sur case noire c5 · croix noire sur case blanche d5 · Pion blanc sur case noire c3 · Roi blanc sur case blanche d1 | Roi noir sur case noire f8 · croix noire sur case blanche b5 · croix noire sur case noire c5 · croix noire sur case blanche d5 · Pion blanc sur case noire c3 · Roi blanc sur case blanche d1 | Roi noir sur case noire f8 · croix noire sur case blanche b5 · croix noire sur case noire c5 · croix noire sur case blanche d5 · Pion blanc sur case noire c3 · Roi blanc sur case blanche d1 | Roi noir sur case noire f8 · croix noire sur case blanche b5 · croix noire sur case noire c5 · croix noire sur case blanche d5 · Pion blanc sur case noire c3 · Roi blanc sur case blanche d1 | 4 |
| 3 | Roi noir sur case noire f8 · croix noire sur case blanche b5 · croix noire sur case noire c5 · croix noire sur case blanche d5 · Pion blanc sur case noire c3 · Roi blanc sur case blanche d1 | Roi noir sur case noire f8 · croix noire sur case blanche b5 · croix noire sur case noire c5 · croix noire sur case blanche d5 · Pion blanc sur case noire c3 · Roi blanc sur case blanche d1 | Roi noir sur case noire f8 · croix noire sur case blanche b5 · croix noire sur case noire c5 · croix noire sur case blanche d5 · Pion blanc sur case noire c3 · Roi blanc sur case blanche d1 | Roi noir sur case noire f8 · croix noire sur case blanche b5 · croix noire sur case noire c5 · croix noire sur case blanche d5 · Pion blanc sur case noire c3 · Roi blanc sur case blanche d1 | Roi noir sur case noire f8 · croix noire sur case blanche b5 · croix noire sur case noire c5 · croix noire sur case blanche d5 · Pion blanc sur case noire c3 · Roi blanc sur case blanche d1 | Roi noir sur case noire f8 · croix noire sur case blanche b5 · croix noire sur case noire c5 · croix noire sur case blanche d5 · Pion blanc sur case noire c3 · Roi blanc sur case blanche d1 | Roi noir sur case noire f8 · croix noire sur case blanche b5 · croix noire sur case noire c5 · croix noire sur case blanche d5 · Pion blanc sur case noire c3 · Roi blanc sur case blanche d1 | Roi noir sur case noire f8 · croix noire sur case blanche b5 · croix noire sur case noire c5 · croix noire sur case blanche d5 · Pion blanc sur case noire c3 · Roi blanc sur case blanche d1 | 3 |
| 2 | Roi noir sur case noire f8 · croix noire sur case blanche b5 · croix noire sur case noire c5 · croix noire sur case blanche d5 · Pion blanc sur case noire c3 · Roi blanc sur case blanche d1 | Roi noir sur case noire f8 · croix noire sur case blanche b5 · croix noire sur case noire c5 · croix noire sur case blanche d5 · Pion blanc sur case noire c3 · Roi blanc sur case blanche d1 | Roi noir sur case noire f8 · croix noire sur case blanche b5 · croix noire sur case noire c5 · croix noire sur case blanche d5 · Pion blanc sur case noire c3 · Roi blanc sur case blanche d1 | Roi noir sur case noire f8 · croix noire sur case blanche b5 · croix noire sur case noire c5 · croix noire sur case blanche d5 · Pion blanc sur case noire c3 · Roi blanc sur case blanche d1 | Roi noir sur case noire f8 · croix noire sur case blanche b5 · croix noire sur case noire c5 · croix noire sur case blanche d5 · Pion blanc sur case noire c3 · Roi blanc sur case blanche d1 | Roi noir sur case noire f8 · croix noire sur case blanche b5 · croix noire sur case noire c5 · croix noire sur case blanche d5 · Pion blanc sur case noire c3 · Roi blanc sur case blanche d1 | Roi noir sur case noire f8 · croix noire sur case blanche b5 · croix noire sur case noire c5 · croix noire sur case blanche d5 · Pion blanc sur case noire c3 · Roi blanc sur case blanche d1 | Roi noir sur case noire f8 · croix noire sur case blanche b5 · croix noire sur case noire c5 · croix noire sur case blanche d5 · Pion blanc sur case noire c3 · Roi blanc sur case blanche d1 | 2 |
| 1 | Roi noir sur case noire f8 · croix noire sur case blanche b5 · croix noire sur case noire c5 · croix noire sur case blanche d5 · Pion blanc sur case noire c3 · Roi blanc sur case blanche d1 | Roi noir sur case noire f8 · croix noire sur case blanche b5 · croix noire sur case noire c5 · croix noire sur case blanche d5 · Pion blanc sur case noire c3 · Roi blanc sur case blanche d1 | Roi noir sur case noire f8 · croix noire sur case blanche b5 · croix noire sur case noire c5 · croix noire sur case blanche d5 · Pion blanc sur case noire c3 · Roi blanc sur case blanche d1 | Roi noir sur case noire f8 · croix noire sur case blanche b5 · croix noire sur case noire c5 · croix noire sur case blanche d5 · Pion blanc sur case noire c3 · Roi blanc sur case blanche d1 | Roi noir sur case noire f8 · croix noire sur case blanche b5 · croix noire sur case noire c5 · croix noire sur case blanche d5 · Pion blanc sur case noire c3 · Roi blanc sur case blanche d1 | Roi noir sur case noire f8 · croix noire sur case blanche b5 · croix noire sur case noire c5 · croix noire sur case blanche d5 · Pion blanc sur case noire c3 · Roi blanc sur case blanche d1 | Roi noir sur case noire f8 · croix noire sur case blanche b5 · croix noire sur case noire c5 · croix noire sur case blanche d5 · Pion blanc sur case noire c3 · Roi blanc sur case blanche d1 | Roi noir sur case noire f8 · croix noire sur case blanche b5 · croix noire sur case noire c5 · croix noire sur case blanche d5 · Pion blanc sur case noire c3 · Roi blanc sur case blanche d1 | 1 |
|   | a | b | c | d | e | f | g | h |   |

L'étude ci-contre est une bonne illustration de la course que se livrent les deux Rois pour l'occupation des cases-clé. Les cases-clés du pion c3 sont b5, c5 et d5. Plutôt que de tenter d'occuper la case d5 que le Roi noir atteindra avant lui, le Roi blanc se dirige directement vers la case-clé b5 qui est hors de portée du Roi noir.
1. Rc2 Re7 2. Rb3 Rd6 3. Rb4 (occupation d'une « case efficace conditionnelle » sans que le roi noir ne puisse prendre l'opposition) Rc6 4. Rc4 (le roi blanc prend l'opposition) Rd6 5. Rb5 (occupation d'une case-clé ; si 4... Rb6, alors 5. Rd5) Rc7 6. Rc5 Rd7 7. Rb6 Rd6 8. c4 Rd7 9. c5 Rc8 10. Rc6 Rd8 11. Rb7 Rd7 12. c6+ +−.

### Sources
- Encyclopédie des finales d'échecs, Chess Informant, Belgrade, 1982
- (de) Juri Awerbach, Bauernendspiele, Sportverlag Berlin, 1987
- (de) André Chéron, Lehr- und Handbuch der Endspiele, volume 2, Das Schach-Archiv, Hambourg, 1964
- I. Maizelis, Finales de pions, Hatier, 1982
- (en) Karsten Müller et Frank Lamprecht,  Secrets of Pawn Endings, Everyman Chess, 2000